# Az Amerikai Egyesült Államok 119. kongresszusa
Az Amerikai Egyesült Államok 119. kongresszusa az Amerikai Egyesült Államok törvényhozásának jelenlegi gyűlése, a Szenátusból és a Képviselőházból áll. 2025. január 3. és 2027. január 3. között gyűlésezik, Joe Biden elnökségének utolsó heteiben, illetve Donald Trump második elnökségének első két évében. A 2024-es választásokon döntöttek a tagokról és a két ház irányításáról.
A republikánusok megtartották többségüket a Képviselőházban, és többséget szereztek a Szenátusban is, ezzel Donald Trump január 20-i beiktatása után teljes irányításuk lesz a szövetségi kormány felett, a 115. kongresszus óta először.
A 119. kongresszusban csak három állam van, amelyben nem egy pártból van mindkét szenátor (Maine, Pennsylvania és Wisconsin). 1914 óta ez a legalacsonyabb osztott delegációk száma, amikor bevezették a szenátorok közvetlen megválasztását. A képviselőházi többség a modern amerikai politikában először kisebb, mint a Szenátusban. A 72. kongresszus (1931–1933) óta a legkisebb a többség. Ebben a kongresszusban volt először transznemű képviselő, Sarah McBride (Delaware).

## Fontos események

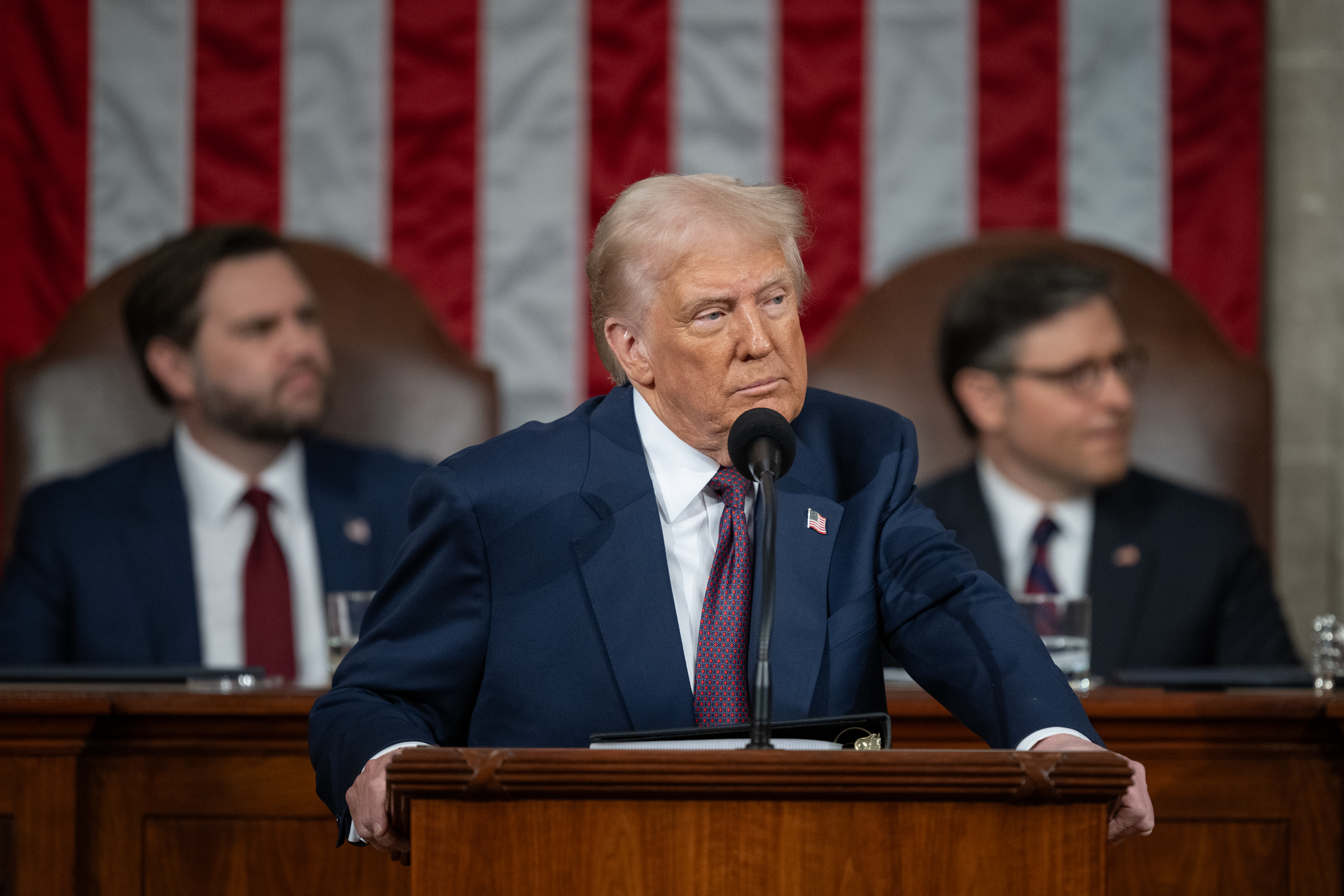
Donald Trump márciusi beszéde a kongresszus előtt. Mögötte J. D. Vance alelnök (és egyben szenátusi elnök) és Mike Johnson házelnök

- 2025. január 3.: a Kongresszus első gyűlésének időpontja, amelyen megválasztották a házelnököt.
- 2025. január 6.: a 2024-es elnökválasztás eredményének hitelesítése.
- 2025. január 9.: Jimmy Carter, az Egyesült Államok 39. elnöke temetése.
- 2025. január 24.: J. D. Vance alelnök szavazatával hagyják jóvá Pete Hegseth jelöltségét a védelmi miniszteri posztra. Az ország történetében mindössze a második alkalom, hogy az alelnöknek be kellett avatkozni egy kabinetjelölt megerősítésébe.
- 2025. március 4.: Donald Trump beszédet mond a Kongresszus közös ülésén.
- 2025. március 5.: Sylvester Turner (Texas, Demokrata) képviselő meghal.[3]
- 2025. március 6.: A képviselőház megszavazza Al Green megrovásban részesítését (224–198), amiért beleszólt Donald Trump beszédjébe két nappal korábban.[4]
- 2025. március 13.: Raúl Grijalva (Arizona, Demokrata) képviselő meghal.[5]
- 2025. március 31. – április 1.: Cory Booker megdönti a leghosszabb beszéd rekordját az Egyesült Államok Szenátusában, Donald Trump elnökségét tüntetve. 25 órán és 5 percen keresztül beszélt.[6]
- 2025. május 21.: Gerry Connolly (Virginia, Demokrata) képviselő meghal.[7]
- 2025. július 3.: Hakeem Jeffries megdönti a frakcióvezetők által leadott beszédek hosszúsági rekordját, 8 órán és 44 percen keresztül beszélt, hogy elhalassza a One Big Beautiful Bill Act megszavazását.[8] (A képviselőházban a frakcióvezetők akármilyen hosszan beszélhetnek, nincs korlátozva idejük, mint más tagoknak.)
- 2025. július 20.: Mark E. Green (Tennessee, Republikánus) lemond.[9]
- 2025. július 22.: Mike Johnson idő előtt beszünetelteti a Képviselőház első gyűlését szeptemberig, hogy megakadályozza az Epstein-dokumentumok kiadásáról szóló szavazást.[10]

## Fontos törvényjavaslatok

### Elfogadva
| Jelölés   | Teljes cím | Leírás | Előterjesztő        | Elfogadás dátuma  |
| --------- | --- | --- | ------------------- | ----------------- |
| S. 5.     | Laken Riley-törvény (Laken Riley Act) | A törvény értelmében az Egyesült Államok Belbiztonsági Minisztériumának kötelessége letartóztatni minden olyan bevándorlót, aki illegálisan érkezett az országba, és lopással, rendőr elleni testi sértéssel vagy ittas vezetés következtében halált okozó baleset okozásával vádolták. (Bírósági ítélet a bűnösségről nem volt szükséges.) | Katie Britt (R)     | 2025. január 29.  |
| H.R. 1968 | Éves költségvetésfelhasználási és egyéb támogatási törvény (Full-Year Continuing Appropriations and Other Extensions Act) | Az Egyesült Államok éves költségvetési törvénye, amely 2025 szeptemberéig halasztotta a szükséges megegyezési határidőt, elkerülve a kormány leállását. Ezt a 2024-es költségvetés meghosszabbításával érték el. | Tom Cole (R)        | 2025. március 15. |
| S. 146.   | Lépések az ismert kihasználások elleni fellépésre a technológiai deepfake-ek megállításával weboldalalkon és hálózatokon törvény (Tools to Address Known Exploitation by Immobilizing Technological Deepfakes on Websites and Networks Act) | A törvényjavaslat fő célja az általában mesterséges intelligencia segítségével létrehozott deepfake-ek, illetve a beleegyezés nélküli pornográf tartalmak feltöltésének megakadályozása és betiltása. | Ted Cruz (R)        | 2025. május 19.   |
| HR. 1.    | Egy nagy gyönyörű törvény (One Big Beautiful Bill Act) | A törvényjavaslat Trump politikájának nagy részét engedélyezné, több mint 8,6 millió ember veszítené el egészségbiztosítását, adókat módosítana, 2,6 billió dollárt adna a kormány adósságához. | Jodey Arrington (R) | 2025. július 3.   |

### Előterjesztve
Az alábbi listán olyan javaslatok szerepelnek, amelyek előterjesztése megtörtént, de nem kaptak elég támogatást az elfogadásra.
| Jelölés                       | Teljes cím | Leírás | Állapot                                                                                                |
| Képviselőházban előterjesztve | Képviselőházban előterjesztve | Képviselőházban előterjesztve | Képviselőházban előterjesztve                                                                          |
| ----------------------------- | --- | --- | --- |
| HR. 22.                       | Amerikai szavazójogvédelmi törvény (Safeguard American Voter Eligibility Act) | A törvényjavaslat elfogadása esetén kötelező lenne az amerikai szavazóknak bizonyítékot mutatni, hogy állampolgárok. Ez aránytalanul negatívan érintene sok kisebbségi közösséget is, akiknek nem mindenképp van pénzügyi lehetősége egy útlevél kiállíttatására. Sok millió állampolgárnak venné el a szavazójogát. | A képviselőházban elfogadták, a szenátus 2025. április 10. óta nem tett lépést elfogadásáért.          |
| HR. 23.                       | Ellentevékenységi törvény jogtalan bíróságok ellen (Illegitimate Court Counteraction Act)                                                                                        | A törvényjavaslat szankciókat vezetne be olyan személyek ellen, akik segítik a Nemzetközi Büntetőbíróságot egyes személyek kinyomozásában, letartóztatásában és ellenük történt vádemelésben. | A képviselőházban elfogadták, a szenátusban nem volt sikeres a lezárási szavazáson.                    |
| HR. 28.                       | Nők és lányok védelme a sportban törvény (Protection of Women and Girls in Sports Act)                                                                                           | A törvényjavaslat betiltaná olyan személyeknek a részvételt női sportokban, akiknek születésükkor biológiai nemük férfi volt. Ezek mellett betiltaná oktatási intézményeknek, hogy bármely más definíciót figyelembe vegyenek tanulóik nemével kapcsolatban.                                                         | A képviselőházban elfogadták, a szenátus 2025. január 15. óta nem tett lépést elfogadásáért.           |
| HR. 38.                       | Alkotmányos rejtett fegyverhordozási kölcsönösségi törvény (Constitutional Concealed Carry Reciprocity Act)                                                                      | A törvényjavaslat szerint minden államnak kötelessége lenne elismerni olyan rejtett fegyverhordozási engedélyeket, amelyeket más államokban adtak ki. | A bizottsági felülvizsgálat során megváltoztatásra kérték fel a javaslat szerzőit 2025. március 25-én. |
| HR. 40.                       | Bizottság az afrikai-amerikaiaknak járó kártérítés-javaslatok tanulmányozására és kialakítására (Commission to Study and Develop Reparation Proposals for African-Americans Act) | A javaslatot eredetileg 1989-ben terjesztették elő (majd a 113. kongresszus óta mindegyikben), azzal a céllal, hogy létrehozzanak egy bizottságot, amely felülvizsgálná, hogy az afroamerikai polgároknak szükséges-e kártérítést adni a rabszolgaságban töltött évszázadok miatt.                                   | Bizottságban.                                                                                          |
| HR. 276.                      | Amerikai-öböl-törvény (Gulf of America Act) | A javaslat átnevezné a Mexikói-öbölt minden szövetségi dokumentumon és térképen Amerikai-öbölre. | A képviselőházban elfogadták, a szenátusban felolvasva.                                                |
| Szenátusban előterjesztve     | | | |
| S. 29.                        | Napfényvédelmi törvény (Sunshine Protection Act) | A törvényjavaslat véglegessé tenné a nyári időszámítást az Egyesült Államokban, így eltörölné az évente kétszer történő időátállítást. | Bizottságban.                                                                                          |
| S. 129.                       | Borravaló-adó eltörlése (No Tax On Tips Act) | A törvényjavaslat eltörölné a borravalókon fizetendő adót. | Nem engedélyezve bizottsági vitára.                                                                    |
| S. 1046.                      | Túlóraadó eltörlése (No Tax On Overtime Act) | A törvényjavaslat eltörölné a túlórás bevételeken fizetendő adót. | Bizottságban.                                                                                          |
| S. 1241.                      | Oroszország szankcionálása törvény (Sanctioning Russia Act) | Új szankciókat vezetne be Oroszország ellen. | Bizottságban.                                                                                          |
| S. 1272.                      | 2025-ös kereskedelemfelülvizsgálati törvény (Trade Review Act of 2025) | A törvényjavaslat korlátozná az elnöki hatalmat az ország kereskedelmi politikájának megváltoztatásában, kiemelten a vámok szempontjából, azt követően, hogy a Trump-kormány gyakran használta azokat. | Bizottságban.                                                                                          |
| S. 1503.                      | Egyenjogúság-törvény (Equality Act) | A törvényjavaslat teljesen betiltaná a diszkriminációt nem, szexualitás és nemi identitás alapján. | Bizottságban.                                                                                          |

## Pártok
A lemondások és az új tagok a Tagsági változások szakaszban olvashatók.

### Szenátus

A Szenátus eloszlása

|                                       | Párt                                 | Párt         | Párt | Összesen | Széküresedés |
| ------------------------------------- | ------------------------------------ | ------------ | ---- | -------- | ------------ |
|                                       |                                      |              |      | Összesen | Széküresedés |
| Demokrata                             | Független (demokratákkal gyűlésezik) | Republikánus |      | Összesen | Széküresedés |
| Előző kongresszus vége                | 47                                   | 4            | 49   | 100      | 0            |
|                                       |                                      |              |      |          |              |
| Kongresszus kezdete (2025. január 3.) | 45                                   | 2            | 52   | 99       | 1            |
| 2025. január 10.                      | 45                                   | 2            | 51   | 98       | 2            |
| 2025. január 14.                      | 45                                   | 2            | 52   | 99       | 1            |
| 2025. január 20.                      | 45                                   | 2            | 51   | 98       | 2            |
| 2025. január 21.                      | 45                                   | 2            | 53   | 100      | 0            |
| %                                     | 47%                                  | 47%          | 53%  |          |              |

### Képviselőház

A Képviselőház eloszlása

|                                       | Párt         | Párt  | Összesen | Széküresedés |
| ------------------------------------- | ------------ | ----- | -------- | ------------ |
|                                       |              |       | Összesen | Széküresedés |
| Demokrata                             | Republikánus |       | Összesen | Széküresedés |
| Az előző kongresszus vége             | 211          | 219   | 430      | 5            |
|                                       |              |       |          |              |
| Kongresszus kezdete (2025. január 3.) | 215          | 219   | 434      | 1            |
| 2025. január 20.                      | 215          | 218   | 433      | 2            |
| 2025. március 5.                      | 214          | 218   | 432      | 3            |
| 2025. március 13.                     | 213          | 218   | 431      | 4            |
| 2025. április 2.                      | 213          | 220   | 433      | 2            |
| 2025. május 21.                       | 212          | 220   | 432      | 3            |
| %                                     | 49.1%        | 50.9% |          |              |
| Nem szavazó tagok                     | 3            | 3     | 6        | 0            |

## Távozó politikusok a kongresszus kezdete előtt
Az alábbi listán azon politikusok szerepelnek, akik vagy visszavonultak a 118. kongresszus vége előtt vagy elveszítették választásukat. Az előző kongresszus során meghalt vagy lemondott politikusok nem szerepelnek itt, ezekért lásd: Az Amerikai Egyesült Államok 118. kongresszusa#Tagsági változások.
| Politikus              | Politikus | Kamara       | Választókerület     | Indok                                               |
| ---------------------- | --------- | ------------ | ------------------- | --------------------------------------------------- |
| Kelly Armstrong        |           | Képviselőház | Észak-Dakota, 1.    | Kormányzóválasztáson indult                         |
| Colin Allred           |           | Képviselőház | Texas, 32.          | Képviselőként indult szenátorválasztáson, veszített |
| Dan Bishop             |           | Képviselőház | Észak-Karolina, 8.  | Állami főügyészválasztáson indult                   |
| Earl Blumenauer        |           | Képviselőház | Oregon, 3.          | Visszavonult a politikától                          |
| Jamaal Bowman          |           | Képviselőház | New York, 16.       | Elveszítette az előválasztást                       |
| Mike Braun             |           | Szenátus     | Indiana             | Kormányzóválasztáson indult                         |
| Sherrod Brown          |           | Szenátus     | Ohio                | Elveszítette a választást                           |
| Larry Bucshon          |           | Képviselőház | Indiana, 8.         | Visszavonult a politikától                          |
| Michael Burgess        |           | Képviselőház | Texas, 26.          | Visszavonult a politikától                          |
| Cori Bush              |           | Képviselőház | Missouri, 1.        | Elveszítette az előválasztást                       |
| Yadira Caraveo         |           | Képviselőház | Colorado, 8.        | Elveszítette a választást                           |
| Tony Cardenas          |           | Képviselőház | Kalifornia, 29.     | Visszavonult a politikától                          |
| Ben Cardin             |           | Szenátus     | Maryland            | Visszavonult a politikától                          |
| Jerry Carl             |           | Képviselőház | Alabama, 1.         | Elveszítette az előválasztást                       |
| Tom Carper             |           | Szenátus     | Delaware            | Visszavonult a politikától                          |
| Matt Cartwright        |           | Képviselőház | Pennsylvania, 8.    | Elveszítette a választást                           |
| Bob Casey              |           | Szenátus     | Pennsylvania        | Elveszítette a választást                           |
| Lori Chavez-Deremer    |           | Képviselőház | Oregon, 5.          | Elveszítette a választást                           |
| Anthony D’Esposito     |           | Képviselőház | New York, 4.        | Elveszítette a választást                           |
| John Duarte            |           | Képviselőház | Kalifornia, 13.     | Elveszítette a választást                           |
| Jeff Duncan            |           | Képviselőház | Dél-Karolina, 3.    | Visszavonult a politikától                          |
| Jeff Duncan            |           | Képviselőház | Dél-Karolina, 3.    | Visszavonult a politikától                          |
| Drew Ferguson          |           | Képviselőház | Georgia, 3.         | Visszavonult a politikától                          |
| Bob Good               |           | Képviselőház | Virginia, 5.        | Elveszítette az előválasztást                       |
| Kay Granger            |           | Képviselőház | Texas, 12.          | Visszavonult a politikától                          |
| Garret Graves          |           | Képviselőház | Louisiana, 6.       | Visszavonult a politikától                          |
| Jeff Jackson           |           | Képviselőház | Észak-Karolina, 14. | Állami főügyészválasztáson indult                   |
| Dan Kildee             |           | Képviselőház | Michigan, 8.        | Visszavonult a politikától                          |
| Derek Kilmer           |           | Képviselőház | Washington, 6.      | Visszavonult a politikától                          |
| Ann Kuster             |           | Képviselőház | New Hampshire, 2.   | Visszavonult a politikától                          |
| Doug Lamborn           |           | Képviselőház | Colorado, 5.        | Visszavonult a politikától                          |
| Jake Laturner          |           | Képviselőház | Kansas, 2.          | Visszavonult a politikától                          |
| Debbie Lesko           |           | Képviselőház | Arizona, 8.         | Visszavonult a politikától                          |
| Barbara Lee            |           | Képviselőház | Kalifornia, 12.     | Szenátorválasztáson indult                          |
| Greg Lopez             |           | Képviselőház | Colorado, 4.        | Visszavonult a politikától                          |
| Blaine Luetkemeyer     |           | Képviselőház | Missouri, 3.        | Visszavonult a politikától                          |
| Joe Manchin            |           | Szenátus     | Nyugat-Virginia     | Visszavonult a politikától                          |
| Kathy Manning          |           | Képviselőház | Észak-Karolina, 6.  | Visszavonult a politikától                          |
| Patrick McHenry        |           | Képviselőház | Észak-Karolina, 10. | Visszavonult a politikától                          |
| Marc Molinaro          |           | Képviselőház | New York, 19.       | Elveszítette a választást                           |
| Alex Mooney            |           | Képviselőház | Nyugat-Virginia, 2. | Szenátorválasztáson indult                          |
| Grace Napolitano       |           | Képviselőház | Kalifornia, 31.     | Visszavonult a politikától                          |
| Wiley Nickel           |           | Képviselőház | Észak-Karolina, 13. | Visszavonult a politikától                          |
| Greg Pence             |           | Képviselőház | Indiana, 6.         | Visszavonult a politikától                          |
| Katie Porter           |           | Képviselőház | Kalifornia, 47.     | Szenátorválasztáson indult                          |
| Bill Posey             |           | Képviselőház | Florida, 8.         | Visszavonult a politikától                          |
| Cathy McMorris Rodgers |           | Képviselőház | Washington, 5.      | Visszavonult a politikától                          |
| Mitt Romney            |           | Szenátus     | Utah                | Visszavonult a politikától                          |
| Matt Rosendale         |           | Képviselőház | Montana, 2.         | Visszavonult a politikától                          |
| Dutch Ruppersberger    |           | Képviselőház | Maryland, 2.        | Visszavonult a politikától                          |
| John Sarbanes          |           | Képviselőház | Maryland, 3.        | Visszavonult a politikától                          |
| Kyrsten Sinema         |           | Szenátus     | Arizona             | Visszavonult a politikától                          |
| Abigail Spanberger     |           | Képviselőház | Virginia, 7.        | Kormányzóválasztáson indult                         |
| Debbie Stabenow        |           | Szenátus     | Michigan            | Visszavonult a politikától                          |
| Michelle Steel         |           | Képviselőház | Kalifornia, 45.     | Elveszítette a választást                           |
| Jon Tester             |           | Szenátus     | Montana             | Elveszítette a választást                           |
| David Trone            |           | Képviselőház | Maryland, 6.        | Szenátorválasztáson indult                          |
| Susan Wild             |           | Képviselőház | Pennsylvania, 7.    | Elveszítette a választást                           |
| Brad Wenstrup          |           | Képviselőház | Ohio, 2.            | Visszavonult a politikától                          |
| Jennifer Wexton        |           | Képviselőház | Virginia, 10.       | Visszavonult a politikától                          |
| Brandon Williams       |           | Képviselőház | New York, 22.       | Elveszítette a választást                           |

## Vezetés

### Általános

#### Szenátus
A szenátus üléseit hivatalosan az Egyesült Államok alelnöke vezeti (az alkotmány szerint az alelnöknek ez az egyetlen önálló szövetségi jogköre), aki szavazati joggal a szavazategyenlőség esetét leszámítva nem rendelkezik. Szavazategyenlőség esetén szabad döntési joga van bármelyik oldalt támogatni. Mivel az alelnök esetében előfordulhat akadályoztatás (ilyen például, ha a 25. alkotmánymódosítás szerint az elnöki jogokat és kötelezettségeket ügyvezető elnökként ellátja) a szenátus „ideiglenes” vezetésére bevezették a President Pro Tempore (korelnök) tisztségét. A korelnököt mindig a többségben lévő párt adja, s az egy évben születettek közül a legrégebben beiktatott szenátor tölti be ezt a tisztséget.
| Beosztás                                          | Párt | Személy | Személy        | Állama     | HIvatali ideje                      |
| ------------------------------------------------- | ---- | ------- | -------------- | ---------- | ----------------------------------- |
| Az Egyesült Államok alelnöke és a szenátus elnöke |      |         | Kamala Harris  | Kalifornia | 2021. január 20. – 2025. január 20. |
| Az Egyesült Államok alelnöke és a szenátus elnöke |      |         | J. D. Vance    | Ohio       | 2025. január 20. –                  |
| Korelnök (President Pro Tempore)                  |      |         | Chuck Grassley | Iowa       | 2025. január 3. –                   |

#### Képviselőház
| Beosztás            | Párt | Személy | Személy      | Állama    | Hivatali ideje      |
| ------------------- | ---- | ------- | ------------ | --------- | ------------------- |
| Képviselőházi elnök |      |         | Mike Johnson | Louisiana | 2023. október 25. – |

### Demokrata vezetés
Szenátus
| Pozíció                                      | Portré | Név              | Állam         |
| -------------------------------------------- | ------ | ---------------- | ------------- |
| Többségi frakcióvezető                       |        | Chuck Schumer    | New York      |
| Whip                                         |        | Dick Durbin      | Illinois      |
| Irányzati-, és politikai bizottság elnöke    |        | Amy Klobuchar    | Minnesota     |
| Stratégiai és kommunikációs bizottság elnöke |        | Cory Booker      | New Jersey    |
| Frakció-alelnökök                            |        | Elizabeth Warren | Massachusetts |
| Frakció-alelnökök                            |        | Mark Warner      | Virginia      |

Képviselőház
| Pozíció                   | Portré | Név             | Állam         |
| ------------------------- | ------ | --------------- | ------------- |
| Kisebbségi frakcióvezető  |        | Hakeem Jeffries | New York      |
| Whip                      |        | Katherine Clark | Massachusetts |
| Frakcióelnök              |        | Pete Aguilar    | Kalifornia    |
| Asszisztens frakcióvezető |        | Joe Neguse      | Colorado      |
| Frakció-alelnök           |        | Ted Lieu        | Kalifornia    |
| Kampánybizottság elnöke   |        | Suzan DelBene   | Washington    |

### Republikánus vezetés
Szenátus
| Pozíció                    | Portré | Név                  | Állam           |
| -------------------------- | ------ | -------------------- | --------------- |
| Kisebbségi frakcióvezető   |        | John Thune           | Dél-Dakota      |
| Whip                       |        | John Barrasso        | Wyoming         |
| Helyettes whip             |        | Mike Crapo           | Idaho           |
| Frakcióelnök               |        | Tom Cotton           | Arkansas        |
| Politikai bizottság elnöke |        | Shelley Moore Capito | Nyugat-Virginia |
| Frakció-alelnök            |        | James Lankford       | Oklahoma        |
| Kampánybizottság elnöke    |        | Tim Scott            | Dél-Karolina    |

Képviselőház
| Pozíció                    | Portré | Név            | Állam          |
| -------------------------- | ------ | -------------- | -------------- |
| Többségi frakcióvezető     |        | Steve Scalise  | Louisiana      |
| Whip                       |        | Tom Emmer      | Minnesota      |
| Frakcióelnök               |        | Lisa McClain   | Michigan       |
| Frakció-alelnök            |        | Blake Moore    | Utah           |
| Konferenciatitkár          |        | Erin Houchin   | Indiana        |
| Kampánybizottság elnöke    |        | Richard Hudson | Észak-Karolina |
| Politikai bizottság elnöke |        | Kevin Hern     | Oklahoma       |

## Szenátorok listája
| Állam           | Portré                 | Szenátor               | Párt | Korábbi politikai pozíciók | Hivatal kezdete    | Ciklus vége |
| --------------- | ---------------------- | ---------------------- | ---- | --- | ------------------ | ----------- |
| Alabama         |                        | Katie Britt            |      | Nem volt korábbi politikai pozíciója | 2023. január 3.    | 2028        |
| Alabama         |                        | Tommy Tuberville       |      | Nem volt korábbi politikai pozíciója | 2021. január 3.    | 2026        |
| Alaszka         | 117x117px[halott link] | Lisa Murkowski         |      | Alaszka Képviselőházának tagja | 2002. december 20. | 2028        |
| Alaszka         |                        | Dan Sullivan           |      | Alaszka legfőbb bírója | 2015. január 3.    | 2026        |
| Arizona         |                        | Ruben Gallego          |      | Az Egyesült Államok Képviselőházának tagja Arizona Képviselőházának tagja | 2025. január 3.    | 2030        |
| Arizona         |                        | Mark Kelly             |      | Nem volt korábbi politikai pozíciója | 2020. december 2.  | 2028        |
| Arkansas        | 127x127px[halott link] | John Boozman           |      | Az Amerikai Egyesült Államok Képviselőházának tagja Rogers Public Schools Board | 2011. január 3.    | 2028        |
| Arkansas        |                        | Tom Cotton             |      | Az Amerikai Egyesült Államok Képviselőházának tagja | 2015. január 3.    | 2026        |
| Colorado        | 130x130px[halott link] | Michael Bennet         |      | Denveri iskolák Főfelügyelője Denver polgármesterének kabinetfőnöke | 2009. január 21.   | 2028        |
| Colorado        |                        | John Hickenlooper      |      | Colorado kormányzója Denver polgármestere | 2021. január 3.    | 2026        |
| Connecticut     | 129x129px[halott link] | Richard Blumenthal     |      | Connecticut legfelsőbb ügyésze Connecticut szenátusának tagja Connecticut képviselőházának tagja Az Amerikai Egyesült Államok ügyésze | 2011. január 3.    | 2028        |
| Connecticut     |                        | Chris Murphy           |      | Az Amerikai Egyesült Államok Képviselőházának tagja Connecticut szenátusának tagja Connecticut képviselőházának tagja | 2013. január 3.    | 2030        |
| Delaware        |                        | Lisa Blunt Rochester   |      | Az Egyesült Államok Képviselőházának tagja | 2025. január 3.    | 2030        |
| Delaware        |                        | Chris Coons            |      | New Castle megye adminisztrációjának tagja New Castle megyei tanácsának tagja | 2010. november 10. | 2026        |
| Dél-Karolina    |                        | Lindsey Graham         |      | Az Amerikai Egyesült Államok Képviselőházának tagja Dél-Karolina képviselőházának tagja | 2003. január 3.    | 2026        |
| Dél-Karolina    | 133x133px[halott link] | Tim Scott              |      | Az Amerikai Egyesült Államok Képviselőházának tagja South Carolina képviselőházának tagja | 2013. január 3.    | 2028        |
| Dél-Dakota      | 127x127px[halott link] | John Thune             |      | Az Amerikai Egyesült Államok Képviselőházának tagja Dél-Dakota-i Republikánus Párt vezetője | 2005. január 3.    | 2028        |
| Dél-Dakota      |                        | Mike Rounds            |      | Dél-Dakota kormányzója Dél-Dakota szenátusának tagja | 2015. január 3.    | 2026        |
| Észak-Karolina  |                        | Ted Budd               |      | Az Amerikai Egyesült Államok Képviselőházának tagja | 2023. január 3.    | 2028        |
| Észak-Karolina  |                        | Thom Tillis            |      | Észak-Karolina Képviselőházának elnöke | 2015. január 3.    | 2026        |
| Észak-Dakota    | 141x141px[halott link] | John Hoeven            |      | Észak-Dakota kormányzója | 2011. január 3.    | 2028        |
| Észak-Dakota    |                        | Kevin Cramer           |      | Az Amerikai Egyesült Államok Képviselőházának tagja Észak-Dakota közhivatali biztosa | 2019. január 3.    | 2030        |
| Florida         |                        | Ashley Moody           |      | Florida 38. főügyésze Florida tizenharmadik kerületi bírója | 2025. január 21.   | 2028        |
| Florida         |                        | Rick Scott             |      | Florida kormányzója | 2019. január 8.    | 2030        |
| Georgia         |                        | Raphael Warnock        |      | Nem volt korábbi politikai pozíciója | 2021. január 20.   | 2026        |
| Georgia         |                        | Jon Ossoff             |      | Nem volt korábbi politikai pozíciója | 2021. január 20.   | 2026        |
| Hawaii          | 138x138px[halott link] | Brian Schatz           |      | Hawaii helyettes kormányzója Hawaii Képviselőházának tagja | 2012. december 26. | 2028        |
| Hawaii          |                        | Mazie Hirono           |      | Az Amerikai Egyesült Államok Képviselőházának tagja Hawaii helyettes kormányzója Hawaii Képviselőházának tagja | 2013. január 3.    | 2030        |
| Idaho           | 137x137px[halott link] | Mike Crapo             |      | Az Amerikai Egyesült Államok Képviselőházának tagja Idaho szenátusának tagja | 1999. január 3.    | 2028        |
| Idaho           |                        | Jim Risch              |      | Idaho kormányzója Idaho helyettes kormányzója Idaho szenátusának pro tempore elnöke | 2009. január 3.    | 2026        |
| Illinois        |                        | Dick Durbin            |      | Az Amerikai Egyesült Államok Képviselőházának tagja | 1997. január 3.    | 2026        |
| Illinois        | 143x143px[halott link] | Tammy Duckworth        |      | Az Amerikai Egyesült Államok Képviselőházának tagja Az Amerikai Egyesült Államok helyettes veteránügyi minisztere Illinois veteránügyi minisztere | 2017. január 3.    | 2028        |
| Indiana         | 133x133px[halott link] | Todd Young             |      | Az Amerikai Egyesült Államok Képviselőházának tagja | 2017. január 3.    | 2028        |
| Indiana         |                        | Jim Banks              |      | Az Egyesült Államok Képviselőházának tagja Indiana szenátusának tagja | 2019. január 3.    | 2030        |
| Iowa            | 125x125px[halott link] | Chuck Grassley         |      | Az Amerikai Egyesült Államok Képviselőházának tagja Iowa Képviselőházának tagja | 1981. január 3.    | 2028        |
| Iowa            |                        | Joni Ernst             |      | Iowa szenátusának tagja | 2015. január 3.    | 2026        |
| Kalifornia      |                        | Alex Padilla           |      | Kalifornia főjegyzője Kalifornia szenátusának tagja Los Angeles városi tanácsának elnöke | 2021. január 20.   | 2028        |
| Kalifornia      |                        | Adam Schiff            |      | Az Egyesült Államok Képviselőházának tagja Kalifornia szenátusának tagja | 2024. december     | 2030        |
| Kansas          | 145x145px[halott link] | Jerry Moran            |      | Az Amerikai Egyesült Államok Képviselőházának tagja Kansas szenátusának tagja | 2011. január 3.    | 2028        |
| Kansas          |                        | Roger Marshall         |      | Az Amerikai Egyesült Államok Képviselőházának tagja | 2021. január 3.    | 2026        |
| Kentucky        |                        | Mitch McConnell        |      | Az Amerikai Egyesült Államok Igazságügyi Minisztériumának törvényhozói irodája Jefferson megye bírója | 1985. január 3.    | 2026        |
| Kentucky        | 144x144px[halott link] | Rand Paul              |      | Nem volt korábbi politikai pozíciója | 2011. január 3.    | 2028        |
| Louisiana       |                        | Bill Cassidy           |      | Az Amerikai Egyesült Államok Képviselőházának tagja Louisiana szenátusának tagja | 2015. január 3.    | 2026        |
| Louisiana       | 127x127px[halott link] | John Kennedy           |      | Louisiana kincstárnoka Louisiana Bevételi Minisztériumának minisztere | 2017. január 3.    | 2028        |
| Maine           |                        | Susan Collins          |      | Maine helyettes kincstárnoka | 1997. január 3.    | 2026        |
| Maine           |                        | Angus King             | FÜGG | Maine kormányzója | 2013. január 3.    | 2030        |
| Maryland        | 133x133px[halott link] | Chris Van Hollen       |      | Az Amerikai Egyesült Államok Képviselőházának tagja Maryland Közgyűlésének tagja | 2017. január 3.    | 2028        |
| Maryland        |                        | Angela Alsobrooks      | FÜGG | Prince George’s megye biztosa | 2025. január 3.    | 2030        |
| Massachusetts   |                        | Elizabeth Warren       |      | COP-elnök Fogyasztóvédelmi Iroda tanácsadója | 2013. január 3.    | 2030        |
| Massachusetts   |                        | Ed Markey              |      | Az Amerikai Egyesült Államok Képviselőházának tagja Massachusetts Képviselőházának tagja | 2013. július 16.   | 2026        |
| Michigan        |                        | Gary Peters            |      | Az Amerikai Egyesült Államok Képviselőházának tagja Michigan szenátusának tagja | 2015. január 3.    | 2026        |
| Michigan        |                        | Elissa Slotkin         |      | Az Amerikai Egyesült Államok Képviselőházának tagja Nemzetközi védelmi ügyek megbízott alminisztere | 2025. január 3.    | 2030        |
| Minnesota       |                        | Amy Klobuchar          |      | Hennepin megye ügyésze | 2007. január 3.    | 2030        |
| Minnesota       |                        | Tina Smith             |      | Minnesota helyettes kormányzója | 2018. január 3.    | 2026        |
| Mississippi     |                        | Roger Wicker           |      | Az Amerikai Egyesült Államok Képviselőházának tagja Mississippi szenátusának tagja | 2007. december 31. | 2030        |
| Mississippi     |                        | Cindy Hyde-Smith       |      | Mississippi Mezőgazdasági minisztere Mississippi szenátusának tagja | 2018. április 9.   | 2026        |
| Missouri        |                        | Josh Hawley            |      | Missouri legfelsőbb ügyésze | 2019. január 3.    | 2030        |
| Missouri        |                        | Eric Schmitt           |      | Missouri legfelsőbb ügyésze Missouri kincstárnoka | 2023. január 3.    | 2028        |
| Montana         |                        | Steve Daines           |      | Az Amerikai Egyesült Államok Képviselőházának tagja | 2015. január 3.    | 2026        |
| Montana         |                        | Tim Sheehy             |      | Nem volt korábbi politikai pozíciója | 2025. január 3.    | 2030        |
| Nebraska        |                        | Deb Fischer            |      | Nebraska törvényhozásának tagja | 2013. január 3.    | 2030        |
| Nebraska        |                        | Pete Ricketts          |      | Nebraska 40. kormányzója A Republikánus Kormányzók Szövetségének elnöke | 2023. január 23.   | 2026        |
| Nevada          |                        | Catherine Cortez-Masto |      | Nevada legfelsőbb ügyésze | 2017. január 3.    | 2028        |
| Nevada          |                        | Jacky Rosen            |      | Az Amerikai Egyesült Államok Képviselőházának tagja | 2019. január 3.    | 2030        |
| New Hampshire   |                        | Jeanne Shaheen         |      | New Hampshire kormányzója New Hampshire szenátusának tagja | 2009. január 3.    | 2026        |
| New Hampshire   | 138x138px[halott link] | Maggie Hassan          |      | New Hampshire kormányzója New Hampshire szenátusának tagja | 2017. január 3.    | 2028        |
| New Jersey      |                        | Andy Kim               |      | Az Egyesült Államok Képviselőházának tagja | 2024. december     | 2030        |
| New Jersey      |                        | Cory Booker            |      | Newark polgármestere Newark városi tanácsa | 2013. október 31.  | 2026        |
| New York        | 147x147px[halott link] | Chuck Schumer          |      | Az Amerikai Egyesült Államok Képviselőházának tagja New York állami közgyűlésének tagja | 1999. január 3.    | 2028        |
| New York        |                        | Kirsten Gillibrand     |      | Az Amerikai Egyesült Államok Képviselőházának tagja Az Amerikai Egyesült Államok Lakásügyi és városfejlesztési miniszterének tanácsadója | 2009. január 26.   | 2030        |
| Nyugat-Virginia |                        | Jim Justice            |      | Nyugat-Virginia kormányzója | 2025. január 13.   | 2030        |
| Nyugat-Virginia |                        | Shelley Moore Capito   |      | Az Amerikai Egyesült Államok Képviselőházának tagja Nyugat-Virginia delegátusi házának tagja | 2015. január 3.    | 2026        |
| Ohio            |                        | Jon Husted             |      | Ohio alkormányzója Ohio külügyminisztere Ohio Szenátusa tagja Ohio képviselőházi elnöke | 2025. január 21.   | 2026        |
| Ohio            |                        | Bernie Moreno          |      | Nem volt korábbi politikai pozíciója | 2025. január 3.    | 2030        |
| Oklahoma        |                        | Jim Inhofe             |      | Az Amerikai Egyesült Államok Képviselőházának tagja Tulsa polgármestere Oklahoma szenátusának tagja Oklahoma képviselőházának tagja | 1994. november 16. | 2026        |
| Oklahoma        |                        | Markwayne Mullin       |      | Az Amerikai Egyesült Államok Képviselőházának tagja | 2023. január 3.    | 2028        |
| Oregon          |                        | Ron Wyden              |      | Az Amerikai Egyesült Államok Képviselőházának tagja | 1996. február 6.   | 2028        |
| Oregon          |                        | Jeff Merkley           |      | Oregon Képviselőházának elnöke | 2009. január 3.    | 2026        |
| Pennsylvania    |                        | David McCormick        |      | Az Egyesült Államok Pénzügyminisztériumának nemzetközi ügyi alminisztere Az Egyesült Államok helyettes nemzetbiztonsági tanácsadója nemzetközi gazdasági ügyekben Az Egyesült Államok Kereskedelmi Minisztériumának ipari és biztonsági alminisztere | 2025. január 3.    | 2030        |
| Pennsylvania    |                        | John Fetterman         |      | Pennsylvania helyettes kormányzója Braddock polgármestere | 2023. január 3.    | 2028        |
| Rhode Island    |                        | Jack Reed              |      | Az Amerikai Egyesült Államok Képviselőházának tagja Rhode Island szenátusának tagja | 1997. január 3.    | 2026        |
| Rhode Island    |                        | Sheldon Whitehouse     |      | Rhode Islan legfelsőbb ügyésze Az Amerikai Egyesült Államok ügyésze | 2007. január 3.    | 2030        |
| Tennessee       |                        | Marsha Blackburn       |      | Az Amerikai Egyesült Államok Képviselőházának tagja Tennessee szenátusának tagja | 2019. január 3.    | 2030        |
| Tennessee       |                        | Bill Hagerty           |      | Az Amerikai Egyesült Államok Japán nagykövete Tennessee Gazdasági és közösségi fejlesztésének minisztere | 2021. január 3.    | 2026        |
| Texas           |                        | John Cornyn            |      | San Antonio kerületi ügyésze Texas legfelsőbb ügyésze Texas legfelsőbb ügyészségének tagja | 2002. december 2.  | 2026        |
| Texas           |                        | Ted Cruz               |      | Az Egyesült Államok helyettes főügyésze Texas legfelsőbb államügyésze | 2013. január 3.    | 2030        |
| Új-Mexikó       |                        | Martin Heinrich        |      | Az Amerikai Egyesült Államok Képviselőházának tagja Albuquerque önkormányzatának tagja | 2013. január 3.    | 2030        |
| Új-Mexikó       |                        | Ben Ray Luján          |      | Az Amerikai Egyesült Államok Képviselőházának tagja | 2021. január 3.    | 2026        |
| Utah            |                        | John Curtis            |      | Az Amerikai Egyesült Államok Képviselőházának tagja Provo polgármestere | 2025. január 3.    | 2030        |
| Utah            |                        | Mike Lee               |      | Az Amerikai Egyesült Államok helyettes ügyésze | 2011. január 3.    | 2028        |
| Vermont         |                        | Peter Welch            |      | Az Amerikai Egyesült Államok Képviselőházának tagja Vermont szenátusának pro tempore elnöke | 2023. január 3.    | 2028        |
| Vermont         |                        | Bernie Sanders         | FÜGG | Az Amerikai Egyesült Államok Képviselőházának tagja Burlington polgármestere | 2007. január 3.    | 2030        |
| Virginia        |                        | Mark Warner            |      | Virginia kormányzója Virginiai Demokrata Párt igazgatója | 2009. január 3.    | 2026        |
| Virginia        |                        | Tim Kaine              |      | Virginia kormányzója Virginia helyettes kormányzója A Demokrata Nemzeti Bizottság igazgatója Richmond polgármestere | 2013. január 3.    | 2030        |
| Washington      | 132x132px[halott link] | Patty Murray           |      | Washington szenátusának tagja | 1993. január 3.    | 2028        |
| Washington      |                        | Maria Cantwell         |      | Az Amerikai Egyesült Államok Képviselőházának tagja Washington képviselőházának tagja | 2001. január 3.    | 2030        |
| Wisconsin       | 129x129px[halott link] | Ron Johnson            |      | Nem volt korábbi politikai pozíciója | 2011. január 3.    | 2028        |
| Wisconsin       |                        | Tammy Baldwin          |      | Az Amerikai Egyesült Államok Képviselőházának tagja Wisconsin közgyűlésének tagja | 2013. január 3.    | 2030        |
| Wyoming         |                        | John Barrasso          |      | Wyoming szenátusának tagja | 2007. június 25.   | 2030        |
| Wyoming         |                        | Cynthia Lummis         |      | Az Amerikai Egyesült Államok Képviselőházának tagja Wyoming kincstárnoka Wyoming szenátusának tagja Wyoming képviselőházának tagja | 2021. január 3.    | 2026        |

## A Képviselőház tagjainak listája
Mind a 435 képviselőt a 2024-es választáson választották meg, 2024. november 5-én.
| Körzet             | Tag                        | Párt         | Tanulmányok | Hivatalbalépés    | Lakhely             | Kor                              |
| ------------------ | -------------------------- | ------------ | --- | ----------------- | ------------------- | -------------------------------- |
| Alabama 1.         | Barry Moore                |              | - Enterprise State Közösségi Főiskola (AS) - Auburn Egyetem (BS)                                                                                     | 2021              | Enterprise          | 1966. szeptember 26. (58 évesen) |
| Alabama 2.         | Shomari Figures            |              | - Alabamai Egyetem (BA, JD) | 2025              |                     | 1985. szeptember 3. (39 évesen)  |
| Alabama 3.         | Mike Rogers                |              | - Jacksonville-i Állami Egyetem (BA, MPA) - Birminghami Jogi Iskola (JD)                                                                             | 2003              | Anniston            | 1958. július 16. (66 évesen)     |
| Alabama 4.         | Robert Aderholt            |              | - Észak-alabamai Egyetem - Birmingham–Southern Főiskola (BA) - Samford Egyetem (JD)                                                                  | 1997              | Haleyville          | 1965. július 22. (59 évesen)     |
| Alabama 5.         | Dale Strong                |              | - Athens-i Állami Egyetem (BS) | 2023              |                     | 1970. május 8. (54 évesen)       |
| Alabama 6.         | Gary Palmer                |              | - Alabamai Egyetem (BS) | 2015              | Hoover              | 1954. május 14. (70 évesen)      |
| Alabama 7.         | Terri Sewell               |              | - Princetoni Egyetem (BA) - St Hilda’s Főiskola, Oxford (MA) - Harvard Egyetem (JD)                                                                  | 2011              | Birmingham          | 1965. január 1. (60 évesen)      |
| Alaszka 1.         | Nick Begich III            |              | - Baylor Egyetem (BBus) - Indianai Egyetem, Bloomington (MBA)                                                                                        | 2025              | Chugiak             | 1977. október 21. (47 évesen)    |
| Arizona 1.         | David Schweikert           |              | - Arizonai Állami Egyetem, Tempe (BS, MBA) | 2011              | Fountain Hills      | 1962. március 3. (62 évesen)     |
| Arizona 2.         | Eli Crane                  |              | - Arizona Western Főiskola - Arizonai Egyetem | 2023              |                     | 1980. január 3. (45 évesen)      |
| Arizona 3.         | Yassamin Ansari            |              | - Stanford Egyetem - St. John Főiskola | 2025              |                     | 1992. április 7. (32 évesen)     |
| Arizona 4.         | Greg Stanton               |              | - Marquette Egyetem (BA) - Michigani Egyetem (JD) | 2019              | Phoenix             | 1970. március 8. (54 évesen)     |
| Arizona 5.         | Andy Biggs                 |              | - Brigham Young Egyetem (BA) - Arizonai Egyetem (JD) - Arizonai Állami Egyetem, Phoenix (MA)                                                         | 2017              | Gilbert             | 1958. november 7. (66 évesen)    |
| Arizona 6.         | Juan Ciscomani             |              | – | 2023              |                     | 1982. augusztus 31. (42 évesen)  |
| Arizona 7.         | Széküresedés               | Széküresedés | Széküresedés | Széküresedés      | Széküresedés        | Széküresedés                     |
| Arizona 8.         | Abraham Hamadeh            |              | - Arizonai Állami Egyetem, Tempe (BA) - Arizonai Egyetem (JD)                                                                                        | 2025              |                     | 1991. május 15. (33 évesen)      |
| Arizona 9.         | Paul Gosar                 |              | - Creightoni Egyetem (BS, DDS) | 2011              | Prescott            | 1958. november 27. (66 évesen)   |
| Arkansas 1.        | Rick Crawford              |              | - Arkansas-i Állami Egyetem (BS) | 2011              | Jonesboro           | 1966. január 22. (58 évesen)     |
| Arkansas 2.        | French Hill                |              | - Vanderbilt Egyetem (BS) | 2015              | Little Rock         | 1956. december 5. (68 évesen)    |
| Arkansas 3.        | Steve Womack               |              | - Arkansas Tech Egyetem (BA) | 2011              | Rogers              | 1957. február 18. (67 évesen)    |
| Arkansas 4.        | Bruce Westerman            |              | - Arkansas-i Egyetem (BS) - Yale Egyetem (MS) | 2015              | Hot Springs         | 1967. november 18. (57 évesen)   |
| Colorado 1.        | Diana DeGette              |              | - Coloradói Főiskola (BA) - New York Egyetem (JD) | 1997              | Denver              | 1957. július 29. (67 évesen)     |
| Colorado 2.        | Joe Neguse                 |              | - Coloradói Egyetem, Boulder (BA, JD) | 2019              | Lafayette           | 1984. május 13. (40 évesen)      |
| Colorado 3.        | Jeff Hurd                  |              | - Notre Dame Egyetem - Denveri Egyetem | 2025              |                     | 1979. augusztus 15. (45 évesen)  |
| Colorado 4.        | Lauren Boebert             |              | – | 2021              | Silt                | 1986. december 15. (38 évesen)   |
| Colorado 5.        | Jeff Crank                 |              | - Coloradói Állami Egyetem | 2025              | Colorado Springs    | 1967. január 28. (57 évesen)     |
| Colorado 6.        | Jason Crow                 |              | - Wisconsin–Madison Egyetem (BA) - Denveri Egyetem (JD)                                                                                              | 2019              | Aurora              | 1979. március 15. (45 évesen)    |
| Colorado 7.        | Brittany Pettersen         |              | - Denveri Metropolitan Állami Egyetem (BA) | 2023              |                     | 1981. december 6. (43 évesen)    |
| Colorado 8.        | Gabe Evans                 |              | - Patrick Henry Főiskola | 2025              |                     | 1986. július 28. (38 évesen)     |
| Connecticut 1.     | John B. Larson             |              | - Central Connecticut Állami Egyetem (BA) | 1999              | East Hartford       | 1948. július 22. (76 évesen)     |
| Connecticut 2.     | Joe Courtney               |              | - Tufts Egyetem (BA) - Connecticuti Egyetem (JD) | 2007              | Vernon              | 1953. április 6. (71 évesen)     |
| Connecticut 3.     | Rosa DeLauro               |              | - Marymounti Főiskola, Tarrytown (BA) - Londoni Közgazdasági Egyetem (MA) - Columbia Egyetem (MA)                                                    | 1991              | New Haven           | 1943. március 2. (81 évesen)     |
| Connecticut 4.     | Jim Himes                  |              | - Harvard Egyetem (BA) - St Edmund Hall, Oxford (MPhil)                                                                                              | 2009              | Cos Cob             | 1966. július 5. (58 évesen)      |
| Connecticut 5.     | Jahana Hayes               |              | - Naugatuck Valley Közösségi Főiskola - Dél-connecticuti Állami Egyetem (BA) - Saint Joseph Egyetem (MA) - Bridgeporti Egyetem (SYC)                 | 2019              | Wolcott             | 1973. március 8. (51 évesen)     |
| Delaware 1.        | Sarah McBride              |              | - American Egyetem (BA) | 2025              |                     | 1990. augusztus 9. (34 évesen)   |
| Dél-Dakota 1.      | Dusty Johnson              |              | - Dél-dakotai Egyetem (BA) - Kansasi Egyetem (MPA)                                                                                                   | 2019              | Mitchell            | 1976. szeptember 30. (48 évesen) |
| Dél-Karolina 1.    | Nancy Mace                 |              | - The Citadel (BS) - Georgiai Egyetem (MS) | 2021              | Charleston          | 1977. december 4. (47 évesen)    |
| Dél-Karolina 2.    | Joe Wilson                 |              | - Washington and Lee Egyetem (BA) - Dél-karolinai Egyetem (JD)                                                                                       | 2001 (rendkívüli) | Springdale          | 1947. július 31. (77 évesen)     |
| Dél-Karolina 3.    | Sheri Biggs                |              | - Karolinai Bibliatudományi Főiskola - Samford Egyetem                                                                                               | 2025              |                     | 1970. március 28. (54 évesen)    |
| Dél-Karolina 4.    | William Timmons            |              | - George Washington Egyetem (BA) - Dél-karolinai Egyetem (MA, JD)                                                                                    | 2019              | Greenville          | 1984. április 30. (40 évesen)    |
| Dél-Karolina 5.    | Ralph Norman               |              | - Presbyterian Főiskola (BS) | 2017 (rendkívüli) | Rock Hill           | 1953. június 20. (71 évesen)     |
| Dél-Karolina 6.    | Jim Clyburn                |              | - Dél-karolinai Állami Egyetem (BA) | 1993              | Columbia            | 1940. július 21. (84 évesen)     |
| Dél-Karolina 7.    | Russell Fry                |              | - Dél-karolinai Egyetem (BA) - Charleston Jogi Iskola (JD)                                                                                           | 2023              |                     | 1985. január 31. (39 évesen)     |
| Észak-Dakota 1.    | Julie Fedorchak            |              | - Észak-dakotai Egyetem (BA) | 2025              |                     | 1968. szeptember 28. (56 évesen) |
| Észak-Karolina 1.  | Don G. Davis               |              | - Egyesült Államok Légierejének Akadémiája (BS) - Central Michigan Egyetem (MS) - Kelet-karolinai Egyetem (MA, EdD)                                  | 2023              |                     | 1971. augusztus 29. (53 évesen)  |
| Észak-Karolina 2.  | Deborah Ross               |              | - Brown Egyetem (AB) - Észak-karolinai Egyetem, Chapel Hill (JD)                                                                                     | 2021              | Raleigh             | 1963. június 20. (61 évesen)     |
| Észak-Karolina 3.  | Greg Murphy                |              | - Davidson Főiskola (BA) - Észak-karolinai Egyetem, Chapel Hill (MD)                                                                                 | 2019 (rendkívüli) | Greenville          | 1963. március 5. (61 évesen)     |
| Észak-Karolina 4.  | Valerie Foushee            |              | - Észak-karolinai Egyetem, Chapel Hill (BA) | 2023              |                     | 1956. május 7. (68 évesen)       |
| Észak-Karolina 5.  | Virginia Foxx              |              | - Észak-karolinai Egyetem, Chapel Hill (BA) - Észak-karolinai Egyetem, Greensboro (MA, EdD)                                                          | 2005              | Banner Elk          | 1943. június 29. (81 évesen)     |
| Észak-Karolina 6.  | Addison McDowell           |              | - Észak-karolinai Egyetem, Charlotte | 2025              |                     | 1994. január 21. (30 évesen)     |
| Észak-Karolina 7.  | David Rouzer               |              | - Észak-karolinai Állami Egyetem (BS) | 2015              | Wilmington          | 1972. február 16. (52 évesen)    |
| Észak-Karolina 8.  | Mark Harris                |              | - Appalachian Állami Egyetem (BA) - Dél-keleti Baptista Teológiai Intézet (MDiv, DMin)                                                               | 2025              |                     | 1966. április 24. (58 évesen)    |
| Észak-Karolina 9.  | Richard Hudson             |              | - Észak-karolinai Egyetem, Charlotte (BA) | 2013              | Concord             | 1971. november 4. (53 évesen)    |
| Észak-Karolina 10. | Pat Harrigan               |              | - Az Egyesült Államok hadseregének akadémiája | 2025              |                     | 1987. június 21. (37 évesen)     |
| Észak-Karolina 11. | Chuck Edwards              |              | - Blue Ridge Közösségi Főiskola | 2023              |                     | 1960. szeptember 13. (64 évesen) |
| Észak-Karolina 12. | Alma Adams                 |              | - Észak-karolinai A&T Állami Egyetem (BS, MS) - Ohio Állami Egyetem (PhD)                                                                            | 2014 (rendkívüli) | Charlotte           | 1946. május 27. (78 évesen)      |
| Észak-Karolina 13. | Brad Knott                 |              | - Baylor Egyetem - Wake Forest Egyetem | 2025              |                     | 1986. április 17. (38 évesen)    |
| Észak-Karolina 14. | Tim Moore                  |              | - Campbell Egyetem - Észak-karolinai Egyetem, Chapel Hill (BA) - Oklahoma City Egyetem (JD)                                                          | 2025              |                     | 1970. október 2. (54 évesen)     |
| Florida 1.         | Jimmy Patronis             |              | - Gulf Coast Állami Főiskola (AS) - Floridai Állami Egyetem (BS)                                                                                     | 2025 (rendkívüli) | Panama City         | 1972. április 13. (52 évesen)    |
| Florida 2.         | Neal Dunn                  |              | - Washington and Lee Egyetem (BS) - George Washington Egyetem (MD)                                                                                   | 2017              | Panama City         | 1953. február 16. (71 évesen)    |
| Florida 3.         | Kat Cammack                |              | - Metropolitan Állami Egyetem, Denver (BA) - Naval War Egyetem (MS)                                                                                  | 2021              | Gainesville         | 1988. február 16. (36 évesen)    |
| Florida 4.         | Aaron Bean                 |              | - Jacksonville-i Egyetem (BS) | 2023              |                     | 1967. január 25. (57 évesen)     |
| Florida 5.         | John Rutherford            |              | - Florida State College - Floridai Állami Egyetem (BS)                                                                                               | 2017              | Jacksonville        | 1952. szeptember 2. (72 évesen)  |
| Florida 6.         | Randy Fine                 |              | - Harvard Egyetem (BA, MBA) | 2025 (rendkívüli) | Melbourne Beach     | 1974. április 20. (50 évesen)    |
| Florida 7.         | Cory Mills                 |              | - Floridai Állami Egyetem, Jacksonville (AA) - Amerikai Katonai Főiskola (BS, MA)                                                                    | 2023              |                     | 1980. július 13. (44 évesen)     |
| Florida 8.         | Mike Haridopolos           |              | - Stetson Egyetem (BA) - Arkansasi Egyetem (MA) | 2025              | Melbourne           | 1970. március 15. (54 évesen)    |
| Florida 9.         | Darren Soto                |              | - Rutgers Egyetem, New Brunswick (BA) - George Washington Egyetem (JD)                                                                               | 2017              | Kissimmee           | 1978. február 25. (46 évesen)    |
| Florida 10.        | Maxwell Frost              |              | - Valencia Főiskola | 2023              |                     | 1997. január 17. (27 évesen)     |
| Florida 11.        | Daniel Webster             |              | - Georgiai Technológiai Intézmény (BS) | 2011              | Clermont            | 1949. április 27. (75 évesen)    |
| Florida 12.        | Gus Bilirakis              |              | - Saint Petersburgi Egyetem - Floridai Egyetem (BA) - Stetson Egyetem (JD)                                                                           | 2007              | Palm Harbor         | 1963. február 8. (61 évesen)     |
| Florida 13.        | Anna Paulina Luna          |              | - Nyugat-floridai Egyetem (BS) | 2023              |                     | 1989. május 6. (35 évesen)       |
| Florida 14.        | Kathy Castor               |              | - Emory Egyetem (BA) - Floridai Állami Egyetem (JD)                                                                                                  | 2007              | Tampa               | 1966. augusztus 20. (58 évesen)  |
| Florida 15.        | Laurel M. Lee              |              | - Floridai Egyetem (BA, JD) | 2023              |                     | 1974. március 26. (50 évesen)    |
| Florida 16.        | Vern Buchanan              |              | - Cleary Egyetem (BA) - Detroit Mercy Egyetem (MBA)                                                                                                  | 2007              | Sarasota            | 1951. május 8. (73 évesen)       |
| Florida 17.        | Greg Steube                |              | - Floridai Egyetem (BS, JD) | 2019              | Sarasota            | 1978. május 19. (46 évesen)      |
| Florida 18.        | Scott Franklin             |              | - Amerikai Haditengerészeti Egyetem (BA) - Embry–Riddle Aeronautical University (MBA)                                                                | 2021              | Lakeland            | 1964. augusztus 23. (60 évesen)  |
| Florida 19.        | Byron Donalds              |              | - Floridai Állami Egyetem (BS) | 2021              | Naples              | 1978. október 26. (46 évesen)    |
| Florida 20.        | Sheila Cherfilus-McCormick |              | - Howard Egyetem (BA) - St. Thomas Egyetem (JD) | 2022              |                     | 1979. január 25. (45 évesen)     |
| Florida 21.        | Brian Mast                 |              | - Palm Beach Atlantic Egyetem - Amerikai Katonai Egyetem - Harvard Egyetem (BLA)                                                                     | 2017              | Palm City           | 1980. július 10. (44 évesen)     |
| Florida 22.        | Lois Frankel               |              | - Bostoni Egyetem (BA) - Georgetowni Egyetem (JD) | 2013              | West Palm Beach     | 1948. május 16. (76 évesen)      |
| Florida 23.        | Jared Moskowitz            |              | - George Washington Egyetem (BS) - Nova Southeastern Egyetem (JD)                                                                                    | 2023              |                     | 1980. december 18. (44 évesen)   |
| Florida 24.        | Frederica Wilson           |              | - Fisk Egyetem (BA) - Miami Egyetem (MA) | 2011              | Miami Gardens       | 1942. november 5. (82 évesen)    |
| Florida 25.        | Debbie Wasserman Schultz   |              | - Floridai Egyetem (BA, MA) | 2005              | Weston              | 1966. szeptember 27. (58 évesen) |
| Florida 26.        | Mario Díaz-Balart          |              | - Dél-floridai Egyetem (BA) | 2003              | Miami               | 1961. szeptember 25. (63 évesen) |
| Florida 27.        | Maria Elvira Salazar       |              | - Miami Dade Főiskola - Miami Egyetem (BA) - Harvard Egyetem (MPA)                                                                                   | 2021              | Miami               | 1961. november 1. (63 évesen)    |
| Florida 28.        | Carlos Giménez             |              | - Barry Egyetem (BPA) | 2021              | Miami               | 1954. január 17. (70 évesen)     |
| Georgia 1.         | Buddy Carter               |              | - Young Harris Főiskola - Georgiai Egyetem (BS) | 2015              | Pooler              | 1957. szeptember 6. (67 évesen)  |
| Georgia 2.         | Sanford Bishop             |              | - Morehouse Főiskola (BA) - Emory Egyetem (JD) | 1993              | Albany              | 1947. február 4. (77 évesen)     |
| Georgia 3.         | Brian Jack                 |              | - Pepperdine Egyetem (BA) | 2025              |                     | 1988. február 17. (36 évesen)    |
| Georgia 4.         | Hank Johnson               |              | - Clark Atlanta Egyetem (BA) - Texas Southern Egyetem (JD)                                                                                           | 2007              | Lithonia            | 1954. október 2. (70 évesen)     |
| Georgia 5.         | Nikema Williams            |              | - Talladega Főiskola (BA) | 2021              | Atlanta             | 1978. július 30. (46 évesen)     |
| Georgia 6.         | Lucy McBath                |              | - Virginiai Állami Egyetem (BA) | 2019              | Marietta            | 1960. június 1. (64 évesen)      |
| Georgia 7.         | Rich McCormick             |              | - Oregoni Állami Egyetem (BS) - Morehouse Gyógyszerészeti Iskola (MD) - National Egyetem (MBA)                                                       | 2023              |                     | 1968. október 7. (56 évesen)     |
| Georgia 8.         | Austin Scott               |              | - Georgiai Egyetem (BA) | 2011              | Tifton              | 1969. december 10. (55 évesen)   |
| Georgia 9.         | Andrew Clyde               |              | - Notre Dame Egyetem (BA) - Bethel Egyetem (BBA) - Georgiai Egyetem (MBA)                                                                            | 2021              | Athens              | 1963. november 22. (61 évesen)   |
| Georgia 10.        | Mike Collins               |              | - Georgiai Állami Egyetem (BA) | 2023              |                     | 1967. július 2. (57 évesen)      |
| Georgia 11.        | Barry Loudermilk           |              | - Air Egyetem - Wayland Baptista Egyetem (BS) | 2015              | Cassville           | 1963. december 22. (61 évesen)   |
| Georgia 12.        | Rick W. Allen              |              | - Auburn Egyetem (BS) | 2015              | Augusta             | 1951. november 7. (73 évesen)    |
| Georgia 13.        | David Scott                |              | - Florida A&M Egyetem (BA) - Pennsylvaniai Egyetem (MBA)                                                                                             | 2003              | Atlanta             | 1945. június 27. (79 évesen)     |
| Georgia 14.        | Marjorie Taylor Greene     |              | - Georgiai Egyetem (BBA) | 2021              | Rome                | 1974. augusztus 27. (50 évesen)  |
| Hawaii 1.          | Ed Case                    |              | - Williams Főiskola (BA) - Kaliforniai Egyetem, Hastings (JD)                                                                                        | 2019              | Kaneohe             | 1952. szeptember 27. (72 évesen) |
| Hawaii 2.          | Jill Tokuda                |              | - George Washington Egyetem (BA) | 2023              |                     | 1976. március 3. (48 évesen)     |
| Idaho 1.           | Russ Fulcher               |              | - Boise Állami Egyetem (BA, MBA) | 2019              | Meridian            | 1962. március 9. (62 évesen)     |
| Idaho 2.           | Mike Simpson               |              | - Utah Állami Egyetem (BS) - Washington Egyetem, St. Louis (DMD)                                                                                     | 1999              | Idaho Falls         | 1950. szeptember 8. (74 évesen)  |
| Illinois 1.        | Jonathan Jackson           |              | - Észak-karolinai A&T Állami Egyetem (BA) - Northwestern Egyetem (MBA)                                                                               | 2023              |                     | 1966. január 7. (58 évesen)      |
| Illinois 2.        | Robin Kelly                |              | - Bradley Egyetem (BA, MA) - Észak-illinois-i Egyetem (PhD)                                                                                          | 2013 (rendkívüli) | Matteson            | 1956. április 30. (68 évesen)    |
| Illinois 3.        | Delia Ramirez              |              | - Northeastern Illinois Egyetem (BA) | 2023              |                     | 1983. június 2. (41 évesen)      |
| Illinois 4.        | Chuy García                |              | - Illinois-i Egyetem, Chicago (BA, MUP) | 2019              | Chicago             | 1956. április 12. (68 évesen)    |
| Illinois 5.        | Mike Quigley               |              | - Roosevelt Egyetem (BA) - Chicagói Egyetem (MPP) - Loyola Egyetem, Chicago (JD)                                                                     | 2009 (rendkívüli) | Chicago             | 1958. október 17. (66 évesen)    |
| Illinois 6.        | Sean Casten                |              | - Middlebury Főiskola (BA) - Dartmouth Főiskola (MSEM, MS)                                                                                           | 2019              | Downers Grove       | 1971. november 23. (53 évesen)   |
| Illinois 7.        | Danny K. Davis             |              | - Arkansas-i Egyetem, Pine Bluff (BA) - Chicagói Állami Egyetem (MS) - Union Institute & University (PhD)                                            | 1997              | Chicago             | 1941. szeptember 6. (83 évesen)  |
| Illinois 8.        | Raja Krishnamoorthi        |              | - Princetoni Egyetem (BS) - Harvard Egyetem (JD) | 2017              | Schaumburg          | 1973. július 19. (51 évesen)     |
| Illinois 9.        | Jan Schakowsky             |              | - Illinois-i Egyetem, Urbana–Champaign (BS) | 1999              | Evanston            | 1944. május 26. (80 évesen)      |
| Illinois 10.       | Brad Schneider             |              | - Northwestern Egyetem (BS, MBA) | 2017              | Deerfield           | 1961. augusztus 20. (63 évesen)  |
| Illinois 11.       | Bill Foster                |              | - Wisconsin–Madison Egyetem (BS) - Harvard Egyetem (MS, PhD)                                                                                         | 2013              | Naperville          | 1955. október 7. (69 évesen)     |
| Illinois 12.       | Mike Bost                  |              | – | 2015              | Murphysboro         | 1960. december 30. (64 évesen)   |
| Illinois 13.       | Nikki Budzinski            |              | - Illinois-i Egyetem, Urbana–Champaign (BS) | 2023              |                     | 1977. március 11. (47 évesen)    |
| Illinois 14.       | Lauren Underwood           |              | - Michigani Egyetem (BSN) - Johns Hopkins Egyetem (MSN, MPH)                                                                                         | 2019              | Naperville          | 1986. október 4. (38 évesen)     |
| Illinois 15.       | Mary Miller                |              | - Kelet-illinois-i Egyetem (BA, BS) | 2021              | Oakland             | 1959. augusztus 27. (65 évesen)  |
| Illinois 16.       | Darin LaHood               |              | - Loras Főiskola (BA) - John Marshall Jogi Iskola, Chicago (JD)                                                                                      | 2015 (rendkívüli) | Peoria              | 1968. július 5. (56 évesen)      |
| Illinois 17.       | Eric Sorensen              |              | - Észak-illinois-i Egyetem (BS) | 2023              |                     | 1976. március 18. (48 évesen)    |
| Indiana 1.         | Frank J. Mrvan             |              | - Ball Állami Egyetem (BS) | 2021              | Highland            | 1969. április 16. (55 évesen)    |
| Indiana 2.         | Rudy Yakym                 |              | - Indianai Egyetem, South Bend (AS, BS) - Notre Dame Egyetem (MBA)                                                                                   | 2023              |                     | 1984. február 24. (40 évesen)    |
| Indiana 3.         | Marlin Stutzman            |              | - Glen Oaks Közösségi Főiskola - Trine Egyetem | 2025              |                     | 1976. augusztus 31. (48 évesen)  |
| Indiana 4.         | Jim Baird                  |              | - Purdue Egyetem, West Lafayette (BS, MS) - Kentucky Egyetem (PhD)                                                                                   | 2019              | Greencastle         | 1945. június 4. (79 évesen)      |
| Indiana 5.         | Victoria Spartz            |              | - Kijevi Nemzeti Közgazdasági Egyetem (BS, MBA) - Indianai Egyetem, Indianapolis (MAcc)                                                              | 2021              | Noblesville         | 1978. október 6. (46 évesen)     |
| Indiana 6.         | Jefferson Shreve           |              | - Indianai Egyetem, Bloomington (BA) - Londoni Egyetem (MA) - Purdue Egyetem (MBA)                                                                   | 2025              |                     | 1965. szeptember 24. (59 évesen) |
| Indiana 7.         | André Carson               |              | - Wisconsini Concordia Egyetem (BA) - Indianai Wesleyan Egyetem (MS)                                                                                 | 2008 (rendkívüli) | Indianapolis        | 1974. október 16. (50 évesen)    |
| Indiana 8.         | Mark Messmer               |              | - Purdue Egyetem (BS) | 2025              | Indianapolis        | 1976. december 16. (48 évesen)   |
| Indiana 9.         | Erin Houchin               |              | - Indianai Egyetem, Bloomington (BS) - George Washington Egyetem (MA)                                                                                | 2023              |                     | 1976. szeptember 24. (48 évesen) |
| Iowa 1.            | Mariannette Miller-Meeks   |              | - Texasi Keresztény Egyetem (BS) - Dél-kaliforniai Egyetem (MS) - Texasi Egyetem, San Antonio (MD)                                                   | 2021              | Ottumwa             | 1955. szeptember 6. (69 évesen)  |
| Iowa 2.            | Ashley Hinson              |              | - Dél-kaliforniai Egyetem (BA) | 2021              | Marion              | 1983. június 27. (41 évesen)     |
| Iowa 3.            | Zach Nunn                  |              | - Drake Egyetem (BA) - Air Egyetem (MMAS) - Cambridge-i Egyetem (MSt)                                                                                | 2023              |                     | 1979. május 4. (45 évesen)       |
| Iowa 4.            | Randy Feenstra             |              | - Dordt Egyetem (BA) - Iowa Állami Egyetem (MPA) | 2021              | Hull                | 1969. január 14. (55 évesen)     |
| Kalifornia 1.      | Doug LaMalfa               |              | - Butte Főiskola - Kaliforniai Politechnikai Állami Egyetem (BS)                                                                                     | 2013              | Oroville            | 1960. július 2. (64 évesen)      |
| Kalifornia 2.      | Jared Huffman              |              | - Kaliforniai Egyetem, Santa Barbara (BA) - Bostoni Egyetem (JD)                                                                                     | 2013              | San Rafael          | 1964. február 18. (60 évesen)    |
| Kalifornia 3.      | Kevin Kiley                |              | - Harvard Egyetem (BA) - Yale Egyetem (JD) - Loyola Marymount Egyetem (MA)                                                                           | 2023              |                     | 1985. január 30. (39 évesen)     |
| Kalifornia 4.      | Mike Thompson              |              | - Napa Valley Főiskola - Kaliforniai Állami Egyetem, Chico (BA, MPA)                                                                                 | 1999              | St. Helena          | 1951. január 24. (73 évesen)     |
| Kalifornia 5.      | Tom McClintock             |              | - Kaliforniai Egyetem, Los Angeles (BA) | 2009              | Elk Grove           | 1956. július 10. (68 évesen)     |
| Kalifornia 6.      | Ami Bera                   |              | - Kaliforniai Egyetem, Irvine (BS, MD) | 2013              | Elk Grove           | 1965. március 2. (59 évesen)     |
| Kalifornia 7.      | Doris Matsui               |              | - Kaliforniai Egyetem, Berkeley (BA) | 2005 (rendkívüli) | Sacramento          | 1944. szeptember 25. (80 évesen) |
| Kalifornia 8.      | John Garamendi             |              | - Kaliforniai Egyetem, Berkeley (BA) - Harvard Egyetem (MBA)                                                                                         | 2009 (rendkívüli) | Walnut Grove        | 1945. január 24. (79 évesen)     |
| Kalifornia 9.      | Josh Harder                |              | - Stanford Egyetem (BA) - Harvard Egyetem (MBA, MPP)                                                                                                 | 2019              | Turlock             | 1986. augusztus 1. (38 évesen)   |
| Kalifornia 10.     | Mark DeSaulnier            |              | - Holy Cross Főiskola (BA) | 2015              | Concord             | 1952. március 31. (72 évesen)    |
| Kalifornia 11.     | Nancy Pelosi               |              | - Trinity Washington Egyetem (BA) | 1987 (rendkívüli) | San Francisco       | 1940. március 26. (84 évesen)    |
| Kalifornia 12.     | Lateefah Simon             |              | - Mills Főiskola (BA) - San Franciscó-i Egyetem (MPA)                                                                                                | 2025              | San Francisco       | 1977. január 29. (47 évesen)     |
| Kalifornia 13.     | Adam Gray                  |              | - Mercedi Főiskola - Kaliforniai Egyetem, Santa Barbara (BA)                                                                                         | 2025              |                     | 1977. szeptember 23. (47 évesen) |
| Kalifornia 14.     | Eric Swalwell              |              | - Campbell Egyetem - Marylandi Egyetem, College Park (BA) - Marylandi Egyetem, Baltimore (JD)                                                        | 2013              | Dublin              | 1980. november 16. (44 évesen)   |
| Kalifornia 15.     | Kevin Mullin               |              | - San Franciscó-i Egyetem (BA) - San Franciscó-i Állam Egyetem (MPA)                                                                                 | 2023              |                     | 1970. június 15. (54 évesen)     |
| Kalifornia 16.     | Sam Liccardo               |              | - Georgetowni Egyetem (BA) - Harvard Egyetem (MPP, JD)                                                                                               | 2025              | San José            | 1970. április 16. (54 évesen)    |
| Kalifornia 17.     | Ro Khanna                  |              | - Chicagói Egyetem (BA) - Yale Egyetem (JD) | 2017              | Fremont             | 1976. szeptember 13. (48 évesen) |
| Kalifornia 18.     | Zoe Lofgren                |              | - Stanford Egyetem (BA) - Santa Clara Egyetem (JD)                                                                                                   | 1995              | San Jose            | 1947. december 21. (77 évesen)   |
| Kalifornia 19.     | Jimmy Panetta              |              | - Monterey Peninsula Főiskola - Kaliforniai Egyetem, Davis (BA) - Santa Clara Egyetem (JD)                                                           | 2017              | Carmel Valley       | 1969. október 1. (55 évesen)     |
| Kalifornia 20.     | Vince Fong                 |              | - Kaliforniai Egyetem, Los Angeles (BA) - Princetoni Egyetem (MPA)                                                                                   | 2024              | Bakersfield         | 1979. október 24. (45 évesen)    |
| Kalifornia 21.     | Jim Costa                  |              | - Kaliforniai Állami Egyetem, Fresno (BA) | 2025              | Fresno              | 1952. április 13. (72 évesen)    |
| Kalifornia 22.     | David Valadao              |              | - Sequoias Főiskolája | 2021              | Hanford             | 1977. április 14. (47 évesen)    |
| Kalifornia 23.     | Jay Obernolte              |              | - Kaliforniai Technológiai Intézmény (BS) - Kaliforniai Egyetem, Los Angeles (MS)                                                                    | 2021              | Big Bear Lake       | 1970. augusztus 18. (54 évesen)  |
| Kalifornia 24.     | Salud Carbajal             |              | - Kaliforniai Egyetem, Santa Barbara (BA) - Fielding Graduate Egyetem (MA)                                                                           | 2017              | Santa Barbara       | 1964. november 18. (60 évesen)   |
| Kalifornia 25.     | Raul Ruiz                  |              | - Kaliforniai Egyetem, Los Angeles (BS) - Harvard Egyetem (MD, MPP, MPH)                                                                             | 2013              | Coachella           | 1972. augusztus 25. (52 évesen)  |
| Kalifornia 26.     | Julia Brownley             |              | - George Washington Egyetem (BA) - American Egyetem (MBA)                                                                                            | 2013              | Westlake Village    | 1952. augusztus 28. (72 évesen)  |
| Kalifornia 27.     | George T. Whitesides       |              | - Princetoni Egyetem (BA) - King’s College, Cambridge (MPhil)                                                                                        | 2025              |                     | 1974. március 3. (50 évesen)     |
| Kalifornia 28.     | Judy Chu                   |              | - Kaliforniai Egyetem, Los Angeles (BA) - Alliant Nemzetközi Egyetem (MA, PhD)                                                                       | 2009 (rendkívüli) | Monterey Park       | 1953. július 7. (71 évesen)      |
| Kalifornia 29.     | Luz Rivas                  |              | - Massachusetts Institute of Technology (BS) - Harvard Egyetem (MEd)                                                                                 | 2025              |                     | 1974. február 6. (50 évesen)     |
| Kalifornia 30.     | Laura Friedman             |              | - Rochesteri Egyetem (BA) | 2025              |                     | 1966. december 3. (58 évesen)    |
| Kalifornia 31.     | Gil Cisneros               |              | - George Washington Egyetem (BA) - Regis Egyetem (MBA) - Brown Egyetem (MA)                                                                          | 2025              | Covina              | 1971. február 12. (53 évesen)    |
| Kalifornia 32.     | Brad Sherman               |              | - Kaliforniai Egyetem, Los Angeles (BA) - Harvard Egyetem (JD)                                                                                       | 1997              | Sherman Oaks        | 1954. október 24. (70 évesen)    |
| Kalifornia 33.     | Pete Aguilar               |              | - Redlands Egyetem (BS) | 2015              | Redlands            | 1979. június 19. (45 évesen)     |
| Kalifornia 34.     | Jimmy Gomez                |              | - Kaliforniai Egyetem, Los Angeles (BA) - Harvard Egyetem (MPP)                                                                                      | 2017 (rendkívüli) | Los Angeles         | 1974. november 25. (50 évesen)   |
| Kalifornia 35.     | Norma Torres               |              | - National Labor Főiskola (BA) | 2015              | Pomona              | 1965. április 4. (59 évesen)     |
| Kalifornia 36.     | Ted Lieu                   |              | - Stanford Egyetem (BA, BS) - Georgetowni Egyetem (JD)                                                                                               | 2015              | Torrance            | 1969. március 29. (55 évesen)    |
| Kalifornia 37.     | Sydney Kamlager            |              | - Dél-kaliforniai Egyetem (BA) - Carnegie Mellon Egyetem (MA)                                                                                        | 2023              |                     | 1972. július 20. (52 évesen)     |
| Kalifornia 38.     | Linda Sánchez              |              | - Kaliforniai Egyetem, Berkeley (BA) - Kaliforniai Egyetem, Los Angeles (JD)                                                                         | 2003              | Whittier            | 1969. január 28. (55 évesen)     |
| Kalifornia 39.     | Mark Takano                |              | - Harvard Egyetem (BA) - Kaliforniai Egyetem, Riverside (MFA)                                                                                        | 2013              | Riverside           | 1960. december 10. (64 évesen)   |
| Kalifornia 40.     | Young Kim                  |              | - Dél-kaliforniai Egyetem (BBA) | 2021              | La Habra            | 1962. október 18. (62 évesen)    |
| Kalifornia 41.     | Ken Calvert                |              | - Chaffey Főiskola - San Diegó-i Állami Egyetem (BA)                                                                                                 | 1993              | Corona              | 1953. június 8. (71 évesen)      |
| Kalifornia 42.     | Robert Garcia              |              | - Kaliforniai Állami Egyetem, Long Beach (BA, EdD) - Dél-kaliforniai Egyetem (MA)                                                                    | 2023              |                     | 1977. december 4. (47 évesen)    |
| Kalifornia 43.     | Maxine Waters              |              | - Kalifornia Állami Egyetem, Los Angeles (BA) | 1991              | Los Angeles         | 1938. augusztus 15. (86 évesen)  |
| Kalifornia 44.     | Nanette Barragán           |              | - Kaliforniai Egyetem, Los Angeles (BA) - Dél-kaliforniai Egyetem (JD)                                                                               | 2017              | San Pedro           | 1976. szeptember 15. (48 évesen) |
| Kalifornia 45.     | Derek Tran                 |              | - Bentley Egyetem (BS) - Glendale-i Egyetem (JD) | 2025              | Orange              | 1980. december 22. (44 évesen)   |
| Kalifornia 46.     | Lou Correa                 |              | - Kalifornia Állami Egyetem, Fullerton (BA) - Kaliforniai Egyetem, Los Angeles (JD, MBA)                                                             | 2017              | Santa Ana           | 1958. január 24. (66 évesen)     |
| Kalifornia 47.     | Dave Min                   |              | - Pennsylvaniai Egyetem (BS) - Harvard Egyetem (JD)                                                                                                  | 2025              | Santa Ana           | 1976. március 5. (48 évesen)     |
| Kalifornia 48.     | Darrell Issa               |              | - Siena Heights Egyetem (BA) | 2021              | San Diego           | 1953. november 1. (71 évesen)    |
| Kalifornia 49.     | Mike Levin                 |              | - Stanford Egyetem (BA) - Duke Egyetem (JD) | 2019              | San Juan Capistrano | 1978. október 20. (46 évesen)    |
| Kalifornia 50.     | Scott Peters               |              | - Duke Egyetem (BA) - New York Egyetem (JD) | 2013              | San Diego           | 1958. június 17. (66 évesen)     |
| Kalifornia 51.     | Sara Jacobs                |              | - Columbia Egyetem (BA, MIA) | 2021              | San Diego           | 1989. február 1. (35 évesen)     |
| Kalifornia 52.     | Juan Vargas                |              | - San Diego-i Egyetem (BA) - Fordham Egyetem (MA) - Harvard Egyetem (JD)                                                                             | 2013              | San Diego           | 1961. március 7. (63 évesen)     |
| Kansas 1.          | Tracey Mann                |              | - Kansasi Állami Egyetem (BS) | 2021              | Salina              | 1976. december 17. (48 évesen)   |
| Kansas 2.          | Derek Schmidt              |              | - Kansasi Egyetem (BA) - Leicesteri Egyetem (MA) - Georgetowni Egyetem (JD)                                                                          | 2025              |                     | 1956. július 19. (68 évesen)     |
| Kansas 3.          | Sharice Davids             |              | - Haskell Indiai Nemzetségek Egyetem - Kansas Egyetem - Johnson County Közösségi Főiskola - Missouri–Kansas City Egyetem (BA) - Cornell Egyetem (JD) | 2019              | Roeland Park        | 1980. május 22. (44 évesen)      |
| Kansas 4.          | Ron Estes                  |              | - Tennessee Technológiai Egyetem (BS, MBA) | 2017 (rendkívüli) | Wichita             | 1956. július 19. (68 évesen)     |
| Kentucky 1.        | James Comer                |              | - Nyugat-Kentucky Egyetem (BS) | 2016 (rendkívüli) | Tompkinsville       | 1972. augusztus 19. (52 évesen)  |
| Kentucky 2.        | Brett Guthrie              |              | - Egyesült Államok Katonai Akadémiája (BS) - Yale Egyetem (MBA)                                                                                      | 2009              | Bowling Green       | 1964. február 18. (60 évesen)    |
| Kentucky 3.        | Morgan McGarvey            |              | - Missouri Egyetem (BA) - Kentucky Egyetem (JD) | 2023              |                     | 1979. december 23. (45 évesen)   |
| Kentucky 4.        | Thomas Massie              |              | - Massachusetts Institute of Technology (BS, MS) | 2012 (rendkívüli) | Garrison            | 1971. január 13. (53 évesen)     |
| Kentucky 5.        | Hal Rogers                 |              | - Nyugat-Kentucky Egyetem (BA) - Kentucky Egyetem (LLB)                                                                                              | 1981              | Somerset            | 1937. december 31. (87 évesen)   |
| Kentucky 6.        | Andy Barr                  |              | - Virginiai Egyetem (BA) - Kentucky Egyetem (JD) | 2013              | Lexington           | 1973. július 24. (51 évesen)     |
| Louisiana 1.       | Steve Scalise              |              | - Louisianai Állami Egyetem (BS) | 2008 (rendkívüli) | Jefferson           | 1965. október 6. (59 évesen)     |
| Louisiana 2.       | Troy Carter                |              | - Louisianai Xavier Egyetem (BA) | 2021              |                     | 1963. október 26. (61 évesen)    |
| Louisiana 3.       | Clay Higgins               |              | - Louisianai Állami Egyetem | 2017              | Lafayette           | 1961. augusztus 24. (63 évesen)  |
| Louisiana 4.       | Mike Johnson               |              | - Louisianai Állami Egyetem (BA, JD) | 2017              | Benton              | 1972. január 30. (52 évesen)     |
| Louisiana 5.       | Julia Letlow               |              | - Louisianai Egyetem - Dél-floridai Egyetem | 2021              | Start               | 1981. március 16. (43 évesen)    |
| Louisiana 6.       | Cleo Fields                |              | - Southern Egyetem (BA, JD) | 2025              |                     | 1962. november 22. (62 évesen)   |
| Maine 1.           | Chellie Pingree            |              | - Dél-maine-i Egyetem - Atlantic Főiskola (BS) | 2009              | North Haven         | 1955. április 2. (69 évesen)     |
| Maine 2.           | Jared Golden               |              | - Bates Főiskola (BA) | 2019              |                     | 1982. július 25. (42 évesen)     |
| Maryland 1.        | Andy Harris                |              | - Johns Hopkins Egyetem (BS, MD, MHS) | 2011              | Cockeysville        | 1957. január 25. (67 évesen)     |
| Maryland 2.        | Johnny Olszewski           |              | - Goucher Főiskola (BA) - George Washington Egyetem (MA) - Marylandi Egyetem, Baltimore megye (PhD)                                                  | 2025              | Baltimore           | 1982. szeptember 10. (42 évesen) |
| Maryland 3.        | Sarah Elfreth              |              | - Towson Egyetem (BA) - Johns Hopkins Egyetem (MPP)                                                                                                  | 2025              |                     | 1988. szeptember 9. (36 évesen)  |
| Maryland 4.        | Glenn Ivey                 |              | - Princetoni Egyetem (BA) - Harvard Egyetem (JD) | 2023              |                     | 1961. február 27. (63 évesen)    |
| Maryland 5.        | Steny Hoyer                |              | - Marylandi Egyetem, College Park (BA) - Georgetowni Egyetem (JD)                                                                                    | 1981 (rendkívüli) | Mechanicsville      | 1939. június 14. (85 évesen)     |
| Maryland 6.        | April McClain-Delaney      |              | - Northwestern Egyetem (BS) - Georgetowni Egyetem (JD)                                                                                               | 2025              | Bethesda            | 1964. május 28. (60 évesen)      |
| Maryland 7.        | Kweisi Mfume               |              | - Baltimore City Közösségi Főiskola - Morgan Állami Egyetem (BA) - Johns Hopkins Egyetem (MA)                                                        | 2020 (rendkívüli) | Baltimore           | 1948. október 24. (76 évesen)    |
| Maryland 8.        | Jamie Raskin               |              | - Harvard Egyetem (BA, JD) | 2017              | Takoma Park         | 1962. december 13. (62 évesen)   |
| Massachusetts 1.   | Richard Neal               |              | - Holyoke Közösségi Főiskola - American Nemzetközi Főiskola (BA) - Hartfordi Egyetem (MA)                                                            | 1989              | Springfield         | 1949. február 14. (75 évesen)    |
| Massachusetts 2.   | Jim McGovern               |              | - American Egyetem (BA, MPA) | 1997              | Worcester           | 1959. november 20. (65 évesen)   |
| Massachusetts 3.   | Lori Trahan                |              | - Georgetowni Egyetem (BA) | 2019              | Westford            | 1973. október 27. (51 évesen)    |
| Massachusetts 4.   | Jake Auchincloss           |              | - Harvard Egyetem (BA) - Massachusetts Institute of Technology (MBA)                                                                                 | 2021              | Newton              | 1988. január 29. (36 évesen)     |
| Massachusetts 5.   | Katherine Clark            |              | - St. Lawrence Egyetem (BA) - Cornell Egyetem (JD) - Harvard Egyetem (MPA)                                                                           | 2013 (rendkívüli) | Melrose             | 1963. július 17. (61 évesen)     |
| Massachusetts 6.   | Seth Moulton               |              | - Harvard Egyetem (BS, MBA, MPP) | 2015              | Salem               | 1978. október 24. (46 évesen)    |
| Massachusetts 7.   | Ayanna Pressley            |              | - Bostoni Egyetem | 2019              | Boston              | 1974. február 3. (50 évesen)     |
| Massachusetts 8.   | Stephen F. Lynch           |              | - Wentworth Institute of Technology (BS) - Bostoni Egyetem (JD) - Harvard Egyetem (MPA)                                                              | 2001 (rendkívüli) | Boston              | 1955. március 31. (69 évesen)    |
| Massachusetts 9.   | Bill Keating               |              | - Bostoni Egyetem (BA, MBA) - Suffolk Egyetem (JD)                                                                                                   | 2011              | Bourne              | 1952. szeptember 6. (72 évesen)  |
| Michigan 1.        | Jack Bergman               |              | - Gustavus Adolphus Főiskola (BA) - Nyugat-floridai Egyetem (MBA)                                                                                    | 2017              | Watersmeet          | 1947. február 2. (77 évesen)     |
| Michigan 2.        | John Moolenaar             |              | - Hope Egyetem (BS) - Harvard Egyetem (MPA) | 2015              | Midland             | 1961. május 8. (63 évesen)       |
| Michigan 3.        | Hillary Scholten           |              | - Gordon Főiskola (BA) - Marylandi Egyetem, Baltimore (JD)                                                                                           | 2023              |                     | 1982. február 22. (42 évesen)    |
| Michigan 4.        | Bill Huizenga              |              | - Calvin Főiskola (BA) | 2011              | Holland             | 1969. január 31. (55 évesen)     |
| Michigan 5.        | Tim Walberg                |              | - Nyugat-illinois-i Egyetem - Moody Biblia Intézmény - Taylor Egyetem (BA) - Wheaton Egyetem, Illinois (MA)                                          | 2011              | Tipton              | 1951. április 12. (73 évesen)    |
| Michigan 6.        | Debbie Dingell             |              | - Georgetowni Egyetem (BS, MS) | 2015              | Dearborn            | 1953. november 23. (71 évesen)   |
| Michigan 7.        | Tom Barrett                |              | - Nyugat-michigani Egyetem (BA) | 2025              | Charlotte           | 1981. április 30. (43 évesen)    |
| Michigan 8.        | Kristen McDonald Rivet     |              | - Michigani Állami Egyetem (BA) - Michigani Egyetem, Flint (MA)                                                                                      | 2025              |                     | 1970. július 11. (54 évesen)     |
| Michigan 9.        | Lisa McClain               |              | - Lansing Közösségi Főiskola - Northwood Egyetem (BA)                                                                                                | 2021              | Bruce               | 1966. április 7. (58 évesen)     |
| Michigan 10.       | John E. James              |              | - Egyesült Államok Katonai Akadémiája (BS) - Michigani Egyetem (MBA) - Pennsylvaniai Állami Egyetem (MS)                                             | 2023              |                     | 1981. június 8. (43 évesen)      |
| Michigan 11.       | Haley Stevens              |              | - American Egyetem (BA, MA) | 2019              | Rochester Hills     | 1983. június 24. (41 évesen)     |
| Michigan 12.       | Rashida Tlaib              |              | - Wayne Állami Egyetem (BA) - Thomas M. Cooley Jogi Iskola (JD)                                                                                      | 2019              | Detroit             | 1976. július 24. (48 évesen)     |
| Michigan 13.       | Shri Thanedar              |              | - Mumbai Egyetem (BS, MS) - Akroni Egyetem (PhD) | 2023              |                     | 1955. február 22. (69 évesen)    |
| Minnesota 1.       | Brad Finstad               |              | - Minnesotai Egyetem (BS) | 2022              |                     | 1976. május 30. (48 évesen)      |
| Minnesota 2.       | Angie Craig                |              | - Memphisi Egyetem (BA) | 2019              | Eagan               | 1972. február 14. (52 évesen)    |
| Minnesota 3.       | Kelly Morrison             |              | - Blake Iskola - Yale Egyetem (BA) - Bostoni Egyetem - Case Western Reserve Egyetem (MD)                                                             | 2025              | Deephaven           | 1969. február 2. (55 évesen)     |
| Minnesota 4.       | Betty McCollum             |              | - St. Catherine Egyetem (BA) | 2001              | Saint Paul          | 1954. július 12. (70 évesen)     |
| Minnesota 5.       | Ilhan Omar                 |              | - Észak-dakotai Állami Egyetem (BA) | 2019              | Minneapolis         | 1982. október 4. (42 évesen)     |
| Minnesota 6.       | Tom Emmer                  |              | - Bostoni Egyetem - Alaska Fairbanks Egyetem (BA) - William Mitchell Jogi Egyetem (JD)                                                               | 2015              | Delano              | 1961. március 3. (63 évesen)     |
| Minnesota 7.       | Michelle Fischbach         |              | - St. Cloudi Állami Egyetem (BA) - William Mitchell Jogi Egyetem (JD)                                                                                | 2021              | Regal               | 1965. november 3. (59 évesen)    |
| Minnesota 8.       | Pete Stauber               |              | - Lake Superior Állami Egyetem (BA) | 2019              | Hermantown          | 1966. május 10. (58 évesen)      |
| Mississippi 1.     | Trent Kelly                |              | - East Central Közösségi Főiskola - Mississippi Egyetem (BA, JD) - Egyesült Államok Hadi Főiskolája (MA)                                             | 2015 (rendkívüli) | Saltillo            | 1966. március 1. (58 évesen)     |
| Mississippi 2.     | Bennie Thompson            |              | - Tougaloo Főiskola (BA) - Jacksoni Állami Egyetem (MS)                                                                                              | 1993 (rendkívüli) | Bolton              | 1948. január 28. (76 évesen)     |
| Mississippi 3.     | Michael Guest              |              | - Mississippi Állami Egyetem (BS) - Dél-mississippi Egyetem (JD)                                                                                     | 2019              | Brandon             | 1970. február 4. (54 évesen)     |
| Mississippi 4.     | Mike Ezell                 |              | - Dél-mississippi Egyetem (BA) | 2023              |                     | 1959. április 6. (65 évesen)     |
| Missouri 1.        | Wesley Ball                |              | - Lindenwood Egyetem (BA) - Missouri Egyetem (JD) | 2025              |                     | 1974. november 5. (50 évesen)    |
| Missouri 2.        | Ann Wagner                 |              | - Missouri Egyetem (BS) | 2013              | Ballwin             | 1962. szeptember 13. (62 évesen) |
| Missouri 3.        | Bob Onder                  |              | - Washingtoni Egyetem, Saint Louis (BS, MD) - Saint Louis-i Egyetem (JD)                                                                             | 2025              |                     | 1962. január 6. (62 évesen)      |
| Missouri 4.        | Mark Alford                |              | - Texasi Egyetem, Austin (BA) | 2023              |                     | 1963. október 4. (61 évesen)     |
| Missouri 5.        | Emanuel Cleaver            |              | - Prairie View A&M Egyetem (BS) - Saint Paul Technológiai Iskola (MDiv)                                                                              | 2005              | Kansas City         | 1944. október 26. (80 évesen)    |
| Missouri 6.        | Sam Graves                 |              | - Missouri Egyetem (BS) | 2001              | Tarkio              | 1963. november 7. (61 évesen)    |
| Missouri 7.        | Eric Burlison              |              | - Missouri Állami Egyetem (BA, MBA) | 2023              |                     | 1976. október 2. (48 évesen)     |
| Missouri 8.        | Jason Smith                |              | - Missouri Egyetem (BS) - Oklahoma City Egyetem (JD)                                                                                                 | 2013 (rendkívüli) | Salem               | 1980. június 16. (44 évesen)     |
| Montana 1.         | Ryan Zinke                 |              | - Oregoni Egyetem (BS) - National Egyetem (MBA) - San Diego-i Egyetem (MS)                                                                           | 2023              |                     | 1961. november 1. (63 évesen)    |
| Montana 2.         | Troy Downing               |              | - New York Egyetem | 2025              |                     | 1967. március 4. (57 évesen)     |
| Nebraska 1.        | Mike Flood                 |              | - Notre Dame Egyetem (BA) - Nebraskai Egyetem, Lincoln (JD)                                                                                          | 2022              |                     | 1975. február 23. (49 évesen)    |
| Nebraska 2.        | Don Bacon                  |              | - Észak-illinois-i Egyetem (BA) - Phoenixi Egyetem (MBA) - Nemzetvédelmi Egyetem (MA)                                                                | 2017              | Papillion           | 1963. augusztus 16. (61 évesen)  |
| Nebraska 3.        | Adrian Smith               |              | - Liberty Egyetem - Nebraska–Lincoln Egyetem (BA) | 2007              | Gering              | 1970. december 19. (54 évesen)   |
| Nevada 1.          | Dina Titus                 |              | - William & Mary Egyetem (BA) - Georgiai Egyetem (MA) - Floridai Állami Egyetem (PhD)                                                                | 2013              | Las Vegas           | 1950. május 23. (74 évesen)      |
| Nevada 2.          | Mark Amodei                |              | - Nevadai Egyetem, Reno (BA) - Pacific Egyetem (JD)                                                                                                  | 2011 (rendkívüli) | Carson City         | 1958. június 12. (66 évesen)     |
| Nevada 3.          | Steven Horsford            |              | - Nevadai Egyetem, Reno (BA) | 2019              | Las Vegas           | 1973. április 29. (51 évesen)    |
| Nevada 4.          | Susie Lee                  |              | - Carnegie Mellon Egyetem (BA, MS) | 2019              | Las Vegas           | 1966. november 7. (58 évesen)    |
| New Hampshire 1.   | Chris Pappas               |              | - Harvard Egyetem (BA) | 2019              | Manchester          | 1980. június 4. (44 évesen)      |
| New Hampshire 2.   | Maggie Goodlander          |              | - Yale Egyetem (BA, JD) | 2025              |                     | 1986. november 4. (38 évesen)    |
| New Jersey 1.      | Donald Norcross            |              | - Camden Megyei Főiskola | 2014 (rendkívüli) | Camden              | 1958. december 13. (66 évesen)   |
| New Jersey 2.      | Jeff Van Drew              |              | - Rutgers Egyetem, New Brunswick (BS) - Fairleigh Dickinson Egyetem (DMD)                                                                            | 2019              | Dennis Township     | 1953. február 23. (71 évesen)    |
| New Jersey 3.      | Herb Conaway               |              | - Princetoni Egyetem (BA) - Thomas Jefferson Egyetem (MD) - Rutgers Egyetem, Newark (JD)                                                             | 2025              |                     | 1963. január 30. (61 évesen)     |
| New Jersey 4.      | Chris Smith                |              | - New Jersey Főiskola (BS) | 1981              | Hamilton Township   | 1953. március 4. (71 évesen)     |
| New Jersey 5.      | Josh Gottheimer            |              | - Pennsylvaniai Egyetem (BA) - Pembroke Egyetem, Oxford - Harvard Egyetem (JD)                                                                       | 2017              | Wyckoff             | 1975. március 8. (49 évesen)     |
| New Jersey 6.      | Frank Pallone              |              | - Middlebury Főiskola (BA) - Tufts Egyetem (MA) - Rutgers Egyetem–Camden (JD)                                                                        | 1988 (rendkívüli) | Long Branch         | 1951. október 30. (73 évesen)    |
| New Jersey 7.      | Thomas Kean Jr.            |              | - Dartmouth Főiskola (BA) - Tufts Egyetem (MA) | 2023              |                     | 1968. szeptember 5. (56 évesen)  |
| New Jersey 8.      | Rob Menendez               |              | - Észak-karolinai Egyetem, Chapel Hill (BA) - Rutgers Egyetem–Newark (JD)                                                                            | 2023              |                     | 1985. július 12. (39 évesen)     |
| New Jersey 9.      | Nellie Pou                 |              | - Rutgers Egyetem - Kean Főiskola | 2025              |                     | 1956. május 20. (68 évesen)      |
| New Jersey 10.     | LaMonica McIver            |              | - Bloomfieldi Főiskola (BA) - Seton Hall Egyetem (MA) - Kean Egyetem (EdD)                                                                           | 2024              | Newark              | 1986. június 20. (38 évesen)     |
| New Jersey 11.     | Mikie Sherrill             |              | - USA Tengerészgyalogossági Akadémia (BS) - Londoni Közgazdasági Iskola (MSc) - Georgetowni Egyetem (JD)                                             | 2019              | Montclair           | 1972. január 19. (52 évesen)     |
| New Jersey 12.     | Bonnie Watson Coleman      |              | - Rutgers Egyetem - Thomas Edison Állami Egyetem (BA)                                                                                                | 2015              | Ewing Township      | 1945. február 6. (79 évesen)     |
| New York 1.        | Nick LaLota                |              | - USA Tengerészgyalogossági Akadémia (BS) - Hofstra Egyetem (JD, MBA)                                                                                | 2023              |                     | 1978. június 23. (46 évesen)     |
| New York 2.        | Andrew Garbarino           |              | - George Washington Egyetem (BA) - Hofstra Egyetem (JD)                                                                                              | 2021              | Sayville            | 1984. szeptember 27. (40 évesen) |
| New York 3.        | Tom Suozzi                 |              | - Bostoni Főiskola (BA) - Fordham Egyetem (JD) | 2024              |                     | 1962. augusztus 31. (62 évesen)  |
| New York 4.        | Laura Gillen               |              | - Georgetowni Egyetem (BA) - New York Egyetem (JD)                                                                                                   | 2025              |                     | 1969. július 10. (55 évesen)     |
| New York 5.        | Gregory Meeks              |              | - Adelphi Egyetem (BA) - Howard Egyetem (JD) | 1998 (rendkívüli) | Queens              | 1953. szeptember 25. (71 évesen) |
| New York 6.        | Grace Meng                 |              | - Michigani Egyetem (BA) - Yeshiva Egyetem (JD) | 2013              | Queens              | 1975. október 1. (49 évesen)     |
| New York 7.        | Nydia Velázquez            |              | - Puerto Ricó-i Egyetem, Río Piedras (BA) - New York Egyetem (MA)                                                                                    | 1993              | Brooklyn            | 1953. március 28. (71 évesen)    |
| New York 8.        | Hakeem Jeffries            |              | - Binghamtoni Egyetem (BA) - Georgetowni Egyetem (MPP) - New York Egyetem (JD)                                                                       | 2013              | Brooklyn            | 1970. augusztus 4. (54 évesen)   |
| New York 9.        | Yvette Clarke              |              | - Oberlin Főiskola - Medgar Evers Főiskola | 2007              | Brooklyn            | 1964. november 21. (60 évesen)   |
| New York 10.       | Dan Goldman                |              | - Yale Egyetem (BA) - Stanford Egyetem (JD) | 2023              |                     | 1976. február 26. (48 évesen)    |
| New York 11.       | Nicole Malliotakis         |              | - Seton Hall-i Egyetem (BA) - Wagner Főiskola (MBA)                                                                                                  | 2021              | Staten Island       | 1980. november 11. (44 évesen)   |
| New York 12.       | Jerry Nadler               |              | - Columbia Egyetem (BA) - Fordham Egyetem (JD) | 1992 (rendkívüli) | Manhattan           | 1947. június 13. (77 évesen)     |
| New York 13.       | Adriano Espaillat          |              | - Queens Egyetem, New York-i Városi Egyetem (BA) | 2017              | Manhattan           | 1954. szeptember 27. (70 évesen) |
| New York 14.       | Alexandria Ocasio-Cortez   |              | - Bostoni Egyetem (BA) | 2019              | The Bronx           | 1989. október 13. (35 évesen)    |
| New York 15.       | Ritchie Torres             |              | - New York Egyetem | 2021              | The Bronx           | 1988. március 12. (36 évesen)    |
| New York 16.       | George Latimer             |              | - Fordham Egyetem (BA) - New York Egyetem (MPA) | 2025              |                     | 1953. november 22. (71 évesen)   |
| New York 17.       | Michael Lawler             |              | - Manhattani Főiskola (BS) | 2023              |                     | 1986. szeptember 9. (38 évesen)  |
| New York 18.       | Pat Ryan                   |              | - Egyesült Államok Katonai Akadémiája (BS) - Georgetowni Egyetem (MA)                                                                                | 2022              |                     | 1982. március 28. (42 évesen)    |
| New York 19.       | Josh Riley                 |              | - William & Mary Főiskola (BS) - Harvard Egyetem (JD)                                                                                                | 2025              | Ithaca              | 1981. január 21. (43 évesen)     |
| New York 20.       | Paul Tonko                 |              | - Clarkson Egyetem (BS) | 2009              | Amsterdam           | 1949. június 18. (75 évesen)     |
| New York 21.       | Elise Stefanik             |              | - Harvard Egyetem (BA) | 2015              | Schuylerville       | 1984. július 2. (40 évesen)      |
| New York 22.       | John Mannion               |              | - New York-i Állami Egyetem, Binghamton (BS) - New York-i Állami Egyetem, Oswego (MS)                                                                | 2025              |                     | 1968. július 8. (56 évesen)      |
| New York 23.       | Nick Langworthy            |              | - Niagara Egyetem (BA) | 2023              |                     | 1981. február 27. (43 évesen)    |
| New York 24.       | Claudia Tenney             |              | - Colgate Egyetem (BA) - Cincinnati Egyetem (JD) | 2021              | New Hartford        | 1961. február 4. (63 évesen)     |
| New York 25.       | Joseph Morelle             |              | - New Yorki Államegyetem, Geneseo (BA) | 2018 (rendkívüli) | Irondequoit         | 1957. április 29. (67 évesen)    |
| New York 26.       | Tim Kennedy                |              | - D’Youville Egyetem (BS, MS) | 2024              | Buffalo             | 1976. október 20. (48 évesen)    |
| Nyugat-Virginia 1. | Carol Miller               |              | - Columbia Főiskola, Dél-Karolina (BA) | 2019              | Huntington          | 1950. november 4. (74 évesen)    |
| Nyugat-Virginia 2. | Riley Moore                |              | - George Mason Egyetem (BA) - Nemzetvédelmi Egyetem (MS)                                                                                             | 2025              | Harpers Ferry       | 1980. július 1. (44 évesen)      |
| Ohio 1.            | Greg Landsman              |              | - Ohiói Egyetem (BA) - Harvard Divinity Iskola (MA)                                                                                                  | 2023              |                     | 1976. december 4. (48 évesen)    |
| Ohio 2.            | David Taylor               |              | - Miami Egyetem - Daytoni Egyetem | 2025              | Clermont megye      | 1969. november 16. (55 évesen)   |
| Ohio 3.            | Joyce Beatty               |              | - Central State Egyetem (BA) - Wright Állami Egyetem (MS) - Cincinnati Egyetem                                                                       | 2013              | Columbus            | 1950. március 12. (74 évesen)    |
| Ohio 4.            | Jim Jordan                 |              | - Wisconsin–Madison Egyetem (BS) - Ohiói Állami Egyetem (MA) - Capital Egyetem (JD)                                                                  | 2007              | Urbana              | 1964. február 17. (60 évesen)    |
| Ohio 5.            | Bob Latta                  |              | - Bowling Green Állami Egyetem (BA) - Toledói Egyetem (JD)                                                                                           | 2007              | Bowling Green       | 1956. április 18. (68 évesen)    |
| Ohio 6.            | Michael Rulli              |              | - Emerson Főiskola (MS) | 2024              |                     | 1969. március 11. (55 évesen)    |
| Ohio 7.            | Max Miller                 |              | - Clevelandi Állami Egyetem (BA) | 2023              |                     | 1988. november 13. (36 évesen)   |
| Ohio 8.            | Warren Davidson            |              | - Egyesült Államok Katonai Akadémiája (BS) - Notre Dame Egyetem (MBA)                                                                                | 2016 (rendkívüli) | Troy                | 1970. március 1. (54 évesen)     |
| Ohio 9.            | Marcy Kaptur               |              | - Wisconsin–Madison Egyetem (BA) - Michigani Egyetem (MUP) - Massachusetts Institute of Technology                                                   | 1983              | Toledo              | 1946. június 17. (78 évesen)     |
| Ohio 10.           | Mike Turner                |              | - Ohio Northern Egyetem (BA) - Case Western Reserve Egyetem (JD) - Daytoni Egyetem (MBA)                                                             | 2003              | Dayton              | 1960. január 11. (64 évesen)     |
| Ohio 11.           | Shontel Brown              |              | - Cuyahoga Közösségi Főiskola (AS) | 2021              |                     | 1975. június 24. (49 évesen)     |
| Ohio 12.           | Troy Balderson             |              | - Muskingumi Egyetem - Ohiói Állami Egyetem | 2018 (rendkívüli) | Zanesville          | 1962. január 16. (62 évesen)     |
| Ohio 13.           | Emilia Sykes               |              | - Kenti Állami Egyetem (BA) - Floridai Egyetem (JD, MPH)                                                                                             | 2023              |                     | 1986. január 4. (38 évesen)      |
| Ohio 14.           | David Joyce                |              | - Daytoni Egyetem (BS, JD) | 2013              | Russell Township    | 1957. március 17. (67 évesen)    |
| Ohio 15.           | Mike Carey                 |              | - Marion Katonai Intézmény (AA) - Ohiói Állami Egyetem (BA)                                                                                          | 2021              |                     | 1971. március 13. (53 évesen)    |
| Oklahoma 1.        | Kevin Hern                 |              | - Arkansas-i Tech Egyetem (BS) - Georgia Institute of Technology - Arkansas-i Egyetem, Little Rock (MBA)                                             | 2018 (rendkívüli) | Tulsa               | 1961. december 4. (63 évesen)    |
| Oklahoma 2.        | Josh Brecheen              |              | - Oklahomai Állami Egyetem, Stillwater - Délkelet-oklahomai Állami Egyetem (BS)                                                                      | 2023              |                     | 1979. június 19. (45 évesen)     |
| Oklahoma 3.        | Frank Lucas                |              | - Oklahomai Állami Egyetem, Stillwater (BS) | 1994 (rendkívüli) | Cheyenne            | 1960. január 6. (64 évesen)      |
| Oklahoma 4.        | Tom Cole                   |              | - Grinnell Főiskola (BA) - Yale Egyetem (MA) - Oklahomai Egyetem (PhD)                                                                               | 2003              | Moore               | 1949. április 28. (75 évesen)    |
| Oklahoma 5.        | Stephanie Bice             |              | - Oklahomai Állami Egyetem, Stillwater (BS) | 2021              | Oklahoma City       | 1973. november 11. (51 évesen)   |
| Oregon 1.          | Suzanne Bonamici           |              | - Lane Közösségi Főiskola - Oregoni Egyetem (BA, JD)                                                                                                 | 2012 (rendkívüli) | Beaverton           | 1954. október 14. (70 évesen)    |
| Oregon 2.          | Cliff Bentz                |              | - Kelet-oregoni Egyetem (BA) - Lewis and Clark Főiskola (JD)                                                                                         | 2021              | Ontario             | 1952. január 12. (72 évesen)     |
| Oregon 3.          | Maxine Dexter              |              | - Washingtoni Egyetem (BA, MD) | 2025              |                     | 1972. december 5. (52 évesen)    |
| Oregon 4.          | Val Hoyle                  |              | - Emmanuel Főiskola (BA) | 2023              |                     | 1964. február 14. (60 évesen)    |
| Oregon 5.          | Janelle Bynum              |              | - Florida A&M Egyetem (BA) - Michigani Egyetem (MBA)                                                                                                 | 2025              |                     | 1975. január 31. (49 évesen)     |
| Oregon 6.          | Andrea Salinas             |              | - Kaliforniai Egyetem, Berkeley (BA) | 2023              |                     | 1969. december 6. (55 évesen)    |
| Pennsylvania 1.    | Brian Fitzpatrick          |              | - La Salle Egyetem (BS) - Pennsylvaniai Állami Egyetem (MBA) - Pennsylvaniai Állami Egyetem, Carlisle (JD)                                           | 2017              | Levittown           | 1973. december 17. (51 évesen)   |
| Pennsylvania 2.    | Brendan Boyle              |              | - Notre Dame Egyetem (BA) - Harvard Egyetem (MPP) | 2015              | Philadelphia        | 1977. február 6. (47 évesen)     |
| Pennsylvania 3.    | Dwight Evans               |              | - Philadelphiai Közösségi Főiskola (AA) - La Salle Egyetem (BA)                                                                                      | 2016 (rendkívüli) | Philadelphia        | 1954. május 16. (70 évesen)      |
| Pennsylvania 4.    | Madeleine Dean             |              | - La Salle Egyetem (BA) - Widener Egyetem (JD) | 2019              | Jenkintown          | 1959. június 6. (65 évesen)      |
| Pennsylvania 5.    | Mary Gay Scanlon           |              | - Colgate Egyetem (BA) - Pennsylvaniai Egyetem (JD)                                                                                                  | 2018 (rendkívüli) | Swarthmore          | 1959. augusztus 30. (65 évesen)  |
| Pennsylvania 6.    | Chrissy Houlahan           |              | - Stanford Egyetem (BS) - Massachusetts Institute of Technology (MS)                                                                                 | 2019              | Devon               | 1967. június 5. (57 évesen)      |
| Pennsylvania 7.    | Ryan Mackenzie             |              | - New York Egyetem (BS) - Harvard Egyetem (MBA) | 2025              |                     | 1982. augusztus 3. (42 évesen)   |
| Pennsylvania 8.    | Rob Bresnahan              |              | - Scrantoni Egyetem | 2025              |                     | 1990. április 22. (34 évesen)    |
| Pennsylvania 9.    | Dan Meuser                 |              | - New Yorki Államegyetem - Cornell Egyetem | 2019              | Dallas              | 1964. február 10. (60 évesen)    |
| Pennsylvania 10.   | Scott Perry                |              | - Pennsylvaniai Állami Egyetem (BS) - Egyesült Államok Hadi Főiskolája (MS)                                                                          | 2013              | Dillsburg           | 1962. május 27. (62 évesen)      |
| Pennsylvania 11.   | Lloyd Smucker              |              | - Lebanon Valley Főiskola - Franklin and Marshall Főiskola                                                                                           | 2017              | Lancaster           | 1964. január 23. (60 évesen)     |
| Pennsylvania 12.   | Summer Lee                 |              | - Pennsylvaniai Állami Egyetem (BA) - Howard Egyetem (JD)                                                                                            | 2023              |                     | 1987. november 26. (37 évesen)   |
| Pennsylvania 13.   | John Joyce                 |              | - Pennsylvaniai Állami Egyetem, Altoona - Pennsylvaniai Állami Egyetem, UP (BS) - Temple Egyetem (MD)                                                | 2019              | Hollidaysburg       | 1957. február 8. (67 évesen)     |
| Pennsylvania 14.   | Guy Reschenthaler          |              | - Pennsylvaniai Állami Egyetem, Behrend (BA) - Duquesne Egyetem (JD)                                                                                 | 2019              | Peters Township     | 1983. április 14. (41 évesen)    |
| Pennsylvania 15.   | Glenn Thompson             |              | - Pennsylvaniai Állami Egyetem (BS) - Temple Egyetem (MEd)                                                                                           | 2009              | Howard              | 1959. július 27. (65 évesen)     |
| Pennsylvania 16.   | Mike Kelly                 |              | - Notre Dame Egyetem (BA) | 2011              | Butler              | 1948. május 10. (76 évesen)      |
| Pennsylvania 17.   | Chris Deluzio              |              | - USA Tengerészgyalogossági Akadémia (BS) - Georgetowni Egyetem (JD)                                                                                 | 2023              | Aspinwall           | 1984. július 13. (40 évesen)     |
| Rhode Island 1.    | Gabe Amo                   |              | - Wheaton Főiskola (BA) - Merton Főiskola, Oxford (MSc)                                                                                              | 2023              | Providence          | 1987. december 11. (37 évesen)   |
| Rhode Island 2.    | Seth Magaziner             |              | - Brown Egyetem (BA) - Yale Egyetem (MBA) | 2023              | Cranston            | 1983. július 22. (41 évesen)     |
| Tennessee 1.       | Diana Harshbarger          |              | - Kelet-tennessee-i Állami Egyetem (BS) - Mercer Egyetem (PharmD)                                                                                    | 2021              | Kingsport           | 1960. január 1. (65 évesen)      |
| Tennessee 2.       | Tim Burchett               |              | - Tennessee-i Egyetem, Knoxville (BS) | 2019              | Knoxville           | 1964. augusztus 25. (60 évesen)  |
| Tennessee 3.       | Chuck Fleischmann          |              | - Illinois-i Egyetem, Urbana–Champaign (BA) - Tennessee-i Egyetem (JD)                                                                               | 2011              | Chattanooga         | 1962. október 11. (62 évesen)    |
| Tennessee 4.       | Scott DesJarlais           |              | - Dél-dakotai Egyetem (BS, MD) | 2011              | Sherwood            | 1964. február 21. (60 évesen)    |
| Tennessee 5.       | Andy Ogles                 |              | - Middle Tennessee Állami Egyetem (BS) | 2023              |                     | 1971. június 18. (53 évesen)     |
| Tennessee 6.       | John Rose                  |              | - Tennessee-i Technológiai Egyetem (BS) - Purdue Egyetem, West Lafayette (MS) - Vanderbilt Egyetem (JD)                                              | 2019              | Cookeville          | 1965. február 23. (59 évesen)    |
| Tennessee 7.       | Széküresedés               | Széküresedés | Széküresedés | Széküresedés      | Széküresedés        | Széküresedés                     |
| Tennessee 8.       | David Kustoff              |              | - Memphisi Egyetem (BA, JD) | 2017              | Germantown          | 1966. október 8. (58 évesen)     |
| Tennessee 9.       | Steve Cohen                |              | - Vanderbilt Egyetem (BA) - Memphisi Egyetem (JD) | 2007              | Memphis             | 1949. május 24. (75 évesen)      |
| Texas 1.           | Nathaniel Moran            |              | - Texas Tech Egyetem (BA, MBA, JD) | 2023              |                     | 1974. július 22. (50 évesen)     |
| Texas 2.           | Dan Crenshaw               |              | - Tufts Egyetem (BA) - Harvard Egyetem (MPA) | 2019              | Houston             | 1984. március 14. (40 évesen)    |
| Texas 3.           | Keith Self                 |              | - Egyesült Államok Katonai Akadémiája (BS) - Dél-kaliforniai Egyetem (MA)                                                                            | 2023              |                     | 1953. március 20. (71 évesen)    |
| Texas 4.           | Pat Fallon                 |              | - Notre Dame Egyetem (BA) | 2021              | Sherman             | 1967. december 19. (57 évesen)   |
| Texas 5.           | Lance Gooden               |              | - Texasi Egyetem, Austin (BA, BBA) | 2019              | Terrell             | 1982. december 1. (42 évesen)    |
| Texas 6.           | Jake Ellzey                |              | - Egyesült Államok Tengerészeti Akadémiája (BS) | 2021              |                     | 1970. január 24. (54 évesen)     |
| Texas 7.           | Lizzie Fletcher            |              | - Kenyon Főiskola (BA) - William and Mary Főiskola (JD)                                                                                              | 2019              | Houston             | 1975. február 13. (49 évesen)    |
| Texas 8.           | Morgan Luttrell            |              | - Sam Houston Állami Egyetem (BS) - Texasi Egyetem, Dallas (MS)                                                                                      | 2023              |                     | 1975. november 7. (49 évesen)    |
| Texas 9.           | Al Green                   |              | - Floridai A&M Egyetem - Tuskeegee-i Egyetem (BA) - Texasi Déli Egyetem (JD)                                                                         | 2005              | Houston             | 1947. szeptember 1. (77 évesen)  |
| Texas 10.          | Michael McCaul             |              | - Trinity Egyetem (BA) - St. Mary’s Egyetem, Texas (JD)                                                                                              | 2005              | Austin              | 1962. január 14. (62 évesen)     |
| Texas 11.          | August Pfluger             |              | - Egyesült Államok Légierejének Akadémiája (BS) - Embry–Riddle Repüléstechnikai Egyetem (MS) - Air Egyetem (MS) - Georgetowni Egyetem (MS)           | 2021              | San Angelo          | 1978. december 28. (46 évesen)   |
| Texas 12.          | Craig Goldman              |              | - Texasi Egyetem, Austin (BA) | 2025              |                     | 1968. október 3. (56 évesen)     |
| Texas 13.          | Ronny Jackson              |              | - Texasi A&M Egyetem (BS) - Texasi Egyetem (MD) | 2021              | Amarillo            | 1967. május 4. (57 évesen)       |
| Texas 14.          | Randy Weber                |              | - Alvin Közösségi Főiskola - Houston–Clear Lake Egyetem (BS)                                                                                         | 2013              | Friendswood         | 1953. július 2. (71 évesen)      |
| Texas 15.          | Monica De La Cruz          |              | – | 2023              |                     | 1974. november 11. (50 évesen)   |
| Texas 16.          | Veronica Escobar           |              | - Texasi Egyetem, El Paso (BA) - New York Egyetem (MA)                                                                                               | 2019              | El Paso             | 1969. szeptember 15. (55 évesen) |
| Texas 17.          | Pete Sessions              |              | - Southwestern Egyetem (BS) | 2021              | Waco                | 1955. március 22. (69 évesen)    |
| Texas 18.          | Széküresedés               | Széküresedés | Széküresedés | Széküresedés      | Széküresedés        | Széküresedés                     |
| Texas 19.          | Jodey Arrington            |              | - Texasi Tech Egyetem (BA, MPA) | 2017              | Lubbock             | 1972. március 9. (52 évesen)     |
| Texas 20.          | Joaquin Castro             |              | - Stanford Egyetem (BA) - Harvard Egyetem (JD) | 2013              | San Antonio         | 1974. szeptember 16. (50 évesen) |
| Texas 21.          | Chip Roy                   |              | - Virginiai Egyetem (BS, MS) - Texasi Egyetem, Austin (JD)                                                                                           | 2019              | Austin              | 1972. augusztus 7. (52 évesen)   |
| Texas 22.          | Troy Nehls                 |              | - Liberty Egyetem (BA) - Houston–Downtown Egyetem (MA)                                                                                               | 2021              | Richmond            | 1968. április 7. (56 évesen)     |
| Texas 23.          | Tony Gonzales              |              | - Chaminade Egyetem (AA) - Excelsior Egyetem (BS) - American Állami Egyetem (MA)                                                                     | 2021              | San Antonio         | 1980. október 10. (44 évesen)    |
| Texas 24.          | Beth Van Duyne             |              | - Cornell Egyetem (BA) | 2021              | Irving              | 1970. november 16. (54 évesen)   |
| Texas 25.          | Roger Williams             |              | - Texasi Keresztény Egyetem (BA) | 2013              | Austin              | 1949. szeptember 13. (75 évesen) |
| Texas 26.          | Brandon Gil                |              | - Dartmouth Főiskola (BS) | 2025              | Flower Mound        | 1994. február 26. (30 évesen)    |
| Texas 27.          | Michael Cloud              |              | - Oral Roberts Egyetem (BS) | 2018 (rendkívüli) | Victoria            | 1975. május 13. (49 évesen)      |
| Texas 28.          | Henry Cuellar              |              | - Laredo Közösségi Főiskola - Georgetowni Egyetem (BA) - Texasi Egyetem, Austin (JD, PhD) - Texasi A&M Nemzetközi Egyetem (MA)                       | 2005              | Laredo              | 1955. szeptember 19. (69 évesen) |
| Texas 29.          | Sylvia Garcia              |              | - Texasi Nők Egyeteme (BA) - Texasi Déli Egyetem (JD)                                                                                                | 2019              | Houston             | 1950. szeptember 6. (74 évesen)  |
| Texas 30.          | Jasmine Crockett           |              | - Rhodes Főiskola (BA) - Houstoni Egyetem (JD) | 2023              |                     | 1981. március 29. (43 évesen)    |
| Texas 31.          | John Carter                |              | - Texas Tech Egyetem (BA) - Austini Texasi Egyetem (JD)                                                                                              | 2003              | Round Rock          | 1941. november 6. (83 évesen)    |
| Texas 32.          | Julie Johnson              |              | - Texasi Egyetem, Austin (BA) - Houstoni Egyetem (JD)                                                                                                | 2025              |                     | 1966. május 2. (58 évesen)       |
| Texas 33.          | Marc Veasey                |              | - Texasi Wesleyan Egyetem (BA) | 2013              | Fort Worth          | 1971. január 3. (54 évesen)      |
| Texas 34.          | Vicente Gonzalez           |              | - Embry–Riddle Repüléstechnikai Egyetem (BA) - Texasi Wesleyan Egyetem (JD)                                                                          | 2017              | McAllen             | 1967. szeptember 4. (57 évesen)  |
| Texas 35.          | Greg Casar                 |              | - Virginiai Egyetem (BA) | 2023              |                     | 1989. május 4. (35 évesen)       |
| Texas 36.          | Brian Babin                |              | - Lamar Egyetem (BS) - Texasi Egyetem, Houston (DDS)                                                                                                 | 2015              | Woodville           | 1948. március 23. (76 évesen)    |
| Texas 37.          | Lloyd Doggett              |              | - Texasi Egyetem, Austin (BA, JD) | 1995              | Austin              | 1946. október 6. (78 évesen)     |
| Texas 38.          | Wesley Hunt                |              | - Egyesült Államok Katonai Akadémiája (BS) - Cornell Egyetem (MBA, MPA, MA)                                                                          | 2023              |                     | 1981. november 13. (43 évesen)   |
| Új-Mexikó 1.       | Melanie Stansbury          |              | - Kaliforniai Saint Mary’s Főiskola (BA) - Cornell Egyetem (MS)                                                                                      | 2021              |                     | 1979. január 31. (45 évesen)     |
| Új-Mexikó 2.       | Gabe Vasquez               |              | - Új-mexikói Állami Egyetem (BA) | 2023              |                     | 1984. augusztus 3. (40 évesen)   |
| Új-Mexikó 3.       | Teresa Leger Fernandez     |              | - Yale Egyetem (BA) - Stanford Egyetem (JD) | 2021              | Santa Fe            | 1959. július 1. (65 évesen)      |
| Utah 1.            | Blake Moore                |              | - Utah Egyetem (BA) - Northwestern Egyetem (MS) | 2021              | Salt Lake City      | 1980. június 22. (44 évesen)     |
| Utah 2.            | Celeste Maloy              |              | - Dél-utah-i Egyetem (BA) - Brigham Young Egyetem (JD)                                                                                               | 2023              | Farmington          | 1981. május 22. (43 évesen)      |
| Utah 3.            | Mike Kennedy               |              | - Brigham Young Egyetem (BS, JD) - Michigani Állami Egyetem (MD)                                                                                     | 2025              |                     | 1969. február 2. (55 évesen)     |
| Utah 4.            | Burgess Owens              |              | - Miami Egyetem (BS) | 2021              | Salt Lake City      | 1951. augusztus 2. (73 évesen)   |
| Vermont 1.         | Becca Balint               |              | - Smith Főiskola (BA) - Harvard Egyetem (MEd) - Massachusettsi Egyetem, Amherst (MA)                                                                 | 2023              |                     | 1968. május 4. (56 évesen)       |
| Virginia 1.        | Rob Wittman                |              | - Virginia Tech (BS) - Észak-karolinai Egyetem, Chapel Hill (MPH) - Virginia Commonwealth Egyetem (PhD)                                              | 2007 (rendkívüli) | Montross            | 1959. február 3. (65 évesen)     |
| Virginia 2.        | Jen Kiggans                |              | - Old Dominion Egyetem (BSN) - Vanderbilt Egyetem (MSN)                                                                                              | 2023              |                     | 1971. június 18. (53 évesen)     |
| Virginia 3.        | Bobby Scott                |              | - Harvard Egyetem (BA) - Bostoni Egyetem (JD) | 1993              | Newport News        | 1947. április 30. (77 évesen)    |
| Virginia 4.        | Jennifer McClellan         |              | - Richmondi Egyetem (BA) - Virginiai Egyetem (JD) | 2023 (rendkívüli) |                     | 1972. december 28. (52 évesen)   |
| Virginia 5.        | John McGuire               |              | - Észak-nyugat Floridai Állami Főiskola | 2025              | Goochland           | 1968. augusztus 24. (56 évesen)  |
| Virginia 6.        | Ben Cline                  |              | - Bates Főiskola (BA) - Richmondi Egyetem (JD) | 2019              | Rockbridge County   | 1972. február 29. (52 évesen)    |
| Virginia 7.        | Eugene Vindman             |              | - Binghamtoni Egyetem (BA) - Central Michigan Egyetem (MS) - Georgiai Egyetem (JD) - Judge Advocate General’s Legal Center and School (LLM)          | 2025              |                     | 1975. június 6. (49 évesen)      |
| Virginia 8.        | Don Beyer                  |              | - Williams Főiskola (BA) | 2015              | Alexandria          | 1950. június 20. (74 évesen)     |
| Virginia 9.        | Morgan Griffith            |              | - Emory és Henry Egyetem (BA) - Washington és Lee Egyetem (JD)                                                                                       | 2011              | Salem               | 1958. március 15. (66 évesen)    |
| Virginia 10.       | Suhas Subramanyam          |              | - Tulane Egyetem (BA) - Northwestern Egyetem (JD) | 2025              | Ashburn             | 1986. szeptember 26. (38 évesen) |
| Virginia 11.       | Széküresedés               | Széküresedés | Széküresedés | Széküresedés      | Széküresedés        | Széküresedés                     |
| Washington 1.      | Suzan DelBene              |              | - Reed Főiskola (BS) - Washingtoni Egyetem (MBA) | 2012 (rendkívüli) | Medina              | 1962. február 17. (62 évesen)    |
| Washington 2.      | Rick Larsen                |              | - Pacific Evangélikus Egyetem (BA) - Minnesotai Egyetem (MPA)                                                                                        | 2001              | Everett             | 1965. június 15. (59 évesen)     |
| Washington 3.      | Marie Gluesenkamp Perez    |              | - Reed Főiskola (BA) | 2023              |                     | 1988. június 4. (36 évesen)      |
| Washington 4.      | Dan Newhouse               |              | - Washingtoni Állami Egyetem (BS) | 2015              | Sunnyside           | 1955. július 10. (69 évesen)     |
| Washington 5.      | Michael Baumgartner        |              | - Washingtoni Állami Egyetem (BA) - Harvard Egyetem (MPA)                                                                                            | 2025              |                     | 1975. december 13. (49 évesen)   |
| Washington 6.      | Emily Randall              |              | - Wellesley Főiskola (BA) | 2025              |                     | 1985. október 30. (39 évesen)    |
| Washington 7.      | Pramila Jayapal            |              | - Georgetowni Egyetem (BA) - Northwestern Egyetem (MBA)                                                                                              | 2017              | Seattle             | 1965. szeptember 21. (59 évesen) |
| Washington 8.      | Kim Schrier                |              | - Kaliforniai Egyetem, Berkeley (BS) - Kaliforniai Egyetem, Davis (MD)                                                                               | 2019              | Sammamish           | 1968. augusztus 23. (56 évesen)  |
| Washington 9.      | Adam Smith                 |              | - Nyugat-washingtoni Egyetem - Fordham Egyetem (BA) - Washingtoni Egyetem (JD)                                                                       | 1997              | Bellevue            | 1965. június 15. (59 évesen)     |
| Washington 10.     | Marilyn Strickland         |              | - Washingtoni Egyetem (BA) - Clark Atlanta Egyetem (MBA)                                                                                             | 2021              | Tacoma              | 1962. szeptember 25. (62 évesen) |
| Wisconsin 1.       | Bryan Steil                |              | - Georgetowni Egyetem (BS) - Wisconsin–Madison Egyetem (JD)                                                                                          | 2019              | Janesville          | 1981. március 3. (43 évesen)     |
| Wisconsin 2.       | Mark Pocan                 |              | - Wisconsin–Madison Egyetem (BA) | 2013              | Vermont             | 1964. augusztus 14. (60 évesen)  |
| Wisconsin 3.       | Derrick Van Orden          |              | – | 2023              |                     | 1969. szeptember 15. (55 évesen) |
| Wisconsin 4.       | Gwen Moore                 |              | - Marquette Egyetem (BA) | 2005              | Milwaukee           | 1951. április 18. (73 évesen)    |
| Wisconsin 5.       | Scott Fitzgerald           |              | - Wisconsini Egyetem, Oshkosh (BS) | 2021              | Clyman              | 1963. november 16. (61 évesen)   |
| Wisconsin 6.       | Glenn Grothman             |              | - Wisconsin–Madison Egyetem (BA, JD) | 2015              | Glenbeulah          | 1955. július 3. (69 évesen)      |
| Wisconsin 7.       | Tom Tiffany                |              | - Wisconsini Egyetem, River Falls (BS) | 2020 (rendkívüli) | Minocqua            | 1957. december 30. (67 évesen)   |
| Wisconsin 8.       | Tony Wied                  |              | - St. Norbert Főiskola | 2024              | De Pere             | 1976. május 3. (48 évesen)       |
| Wyoming 1.         | Harriet Hageman            |              | - Wyomingi Egyetem (BS, JD) | 2023              |                     | 1962. október 18. (62 évesen)    |

Nem szavazó tagok
| Terület                  | Párt | Képviselő | Képviselő               |
| Terület                  | Párt | Portré    | Név                     |
| ------------------------ | ---- | --------- | ----------------------- |
| Amerikai Szamoa          |      |           | Amata Coleman Radewagen |
| Amerikai Virgin-szigetek |      |           | Stacey Plaskett         |
| Columbia Kerület         |      |           | Eleanor Holmes Norton   |
| Északi-Mariana-szigetek  |      |           | Kimberlyn King-Hinds    |
| Guam                     |      |           | James Moylan            |
| Puerto Rico              |      |           | Pablo Hernández Rivera  |

Megjegyzés
- A 116. kongresszus óta a törvényhozás nem volt hajlandó elfogadnia a cseroki képviselőjelöltet, Kimberly Teehee-t.[12][13]

## Tagsági változások

### Szenátus
| Állam (class)       | Távozó szenátor | Indok | Utód         | Beiktatás        |
| ------------------- | --------------- | --- | ------------ | ---------------- |
| Nyugat-Virginia (1) | Széküresedés    | Jim Justice úgy döntött, hogy befejezi kormányzói mandátumát, és csak utódja beiktatása után lép hivatalba. | Jim Justice  | 2025. január 14. |
| Ohio (3)            | JD Vance        | Vance lemondott 2025. január 10-én, miután 2024-ben megválasztották az Egyesült Államok alelnökének, és mielőtt beiktatták új posztjára. Mandátuma befejezésére az állam kormányzója alkormányzóját, Jon Hustedet nevezte ki. | Jon Husted   | 2025. január 21. |
| Florida (3)         | Marco Rubio     | Rubio lemondott, hogy az Egyesült Államok külügyminisztere legyen. Mandátuma befejezésére az állam kormányzója nevezett ki egy szenátort, Ashley Moodyt, Florida főügyészét.                                                  | Ashley Moody | 2025. január 21. |

### Képviselőház
| Választókerület | Távozó képviselő | Indok | Utód           | Beiktatás  |
| --------------- | ---------------- | --- | -------------- | ---------- |
| Florida 1.      | Széküresedés     | Matt Gaetz lemondott 2024. november 13-án, a kongresszus kezdete előtt, miután Donald Trump bejelentette, hogy jelölni fogja a legfőbb ügyészi posztra. Ezt követően pedig bejelentette, hogy újraválasztása ellenére nem fog hivatalba lépni. Pótlására választást 2025. április 1-én tartottak. | Jimmy Patronis | Ismeretlen |
| Florida 6.      | Michael Waltz    | Waltz 2025. január 20-án lemondott, hogy az elnök nemzetbiztonsági tanácsadója legyen. Pótlására választást 2025. április 1-én tartottak. | Randy Fine     | Ismeretlen |
| Texas 18.       | Sylvester Turner | A képviselő 2025. március 5-én meghalt. Pótlására választást 2025. november 4-én tartanak. | Ismeretlen     | Ismeretlen |
| Arizona 7.      | Raúl Grijalva    | A képviselő 2025. március 13-án meghalt. Pótlására választást 2025. szeptember 23-án tartanak. | Ismeretlen     | Ismeretlen |
| Virginia 11.    | Gerry Connolly   | A képviselő 2025. május 21-én meghalt. Pótlására választást 2025. szeptember 9-én tartanak. | Ismeretlen     | Ismeretlen |
| Tennessee 7.    | Mark E. Green    | A képviselő 2025. július 20-án lemondott, egy magánszektorban szerzett munkáért. Pótlására választást 2025. december 2-án tartanak. | Ismeretlen     | Ismeretlen |

## Bizottságok

### Szenátus
| Bizottság                                     | Elnök                       | Korelnök                  |
| --------------------------------------------- | --------------------------- | ------------------------- |
| Bank, Lakás-, és Városi ügyek                 | Tim Scott (R–SC)            | Elizabeth Warren (D–MA)   |
| Belbiztonság és kormányzati ügyek             | Rand Paul (R–KY)            | Gary Peters (D–MI)        |
| Bíróság                                       | Chuck Grassley (R–IA)       | Dick Durbin (D–IL)        |
| Egészségügy, oktatás, munka és nyugdíj        | Bill Cassidy (R–LA)         | Bernie Sanders (F–VT)     |
| Energia és környezeti erőforrás               | Mike Lee (R–UT)             | Martin Heinrich (D–NM)    |
| Etika                                         | James Lankford (R–OK)       | Chris Coons (D–DE)        |
| Hadsereg                                      | Roger Wicker (R–MS)         | Jack Reed (D–RI)          |
| Hírszerzés                                    | Tom Cotton (R–AR)           | Mark Warner (D–VA)        |
| Indiánügyek                                   | Lisa Murkowski (R–AK)       | Brian Schatz (D–HI)       |
| Kereskedelem, tudomány és közlekedés          | Ted Cruz (R–TX)             | Maria Cantwell (D–WA)     |
| Kisvállalkozások és vállalkozói tevékenységek | Joni Ernst (R–IA)           | Ed Markey (D–MA)          |
| Költségvetés                                  | Lindsey Graham (R–SC)       | Jeff Merkley (D–OR)       |
| Költségvetés-alkalmazás                       | Susan Collins (R–ME)        | Patty Murray (D–WA)       |
| Környezet és közművek                         | Shelley Moore Capito (R–WV) | Sheldon Whitehouse (D–RI) |
| Külügy                                        | Jim Risch (R–ID)            | Jeanne Shaheen (D–NH)     |
| Mezőgazdaság, táplálkozás, erdészet           | John Boozman (R–AR)         | Amy Klobuchar (D–MN)      |
| Nemzetközi kábítószer korlátozás              | John Cornyn (R–TX)          | Sheldon Whitehouse (D–RI) |
| Pénzügy                                       | Mike Crapo (R–ID)           | Ron Wyden (D–OR)          |
| Öregedés (speciális)                          | Rick Scott (R–FL)           | Kirsten Gillibrand (D–NY) |
| Szabályzat és adminisztráció                  | Mitch McConnell (R–KY)      | Alex Padilla (D–CA)       |
| Veteránügyek                                  | Jerry Moran (R–KS)          | Richard Blumenthal (D–CT) |

### Képviselőház
| Bizottság                                                                  | Elnök                  | Korelnök                                                                               |
| -------------------------------------------------------------------------- | ---------------------- | -------------------------------------------------------------------------------------- |
| Belbiztonság                                                               | Mark E. Green (R–TN)   | Bennie Thompson (D–MS)                                                                 |
| Bíróság                                                                    | Jim Jordan (R–OH)      | Jamie Raskin (D–MD)                                                                    |
| Energia és kereskedelem                                                    | Brett Guthrie (R–KY)   | Frank Pallone (D–NJ)                                                                   |
| Etika                                                                      | Michael Guest (R–MS)   | Mark DeSaulnier (D–CA)                                                                 |
| Felügyelet és felelősség                                                   | James Comer (R–KY)     | Gerry Connolly (D–VA) (2025. április 28-ig) Robert Garcia (D–CA) (2025. június 24-től) |
| Hadsereg                                                                   | Mike Rogers (R–AL)     | Adam Smith (D–WA)                                                                      |
| Hírszerzés                                                                 | Rick Crawford (R–AR)   | Jim Himes (D–CT)                                                                       |
| Képviselőházi adminisztráció                                               | Bryan Steil (R–WI)     | Joe Morelle (R–NY)                                                                     |
| Kisvállalkozás                                                             | Roger Williams (R–TX)  | Nydia Velázquez (D–NY)                                                                 |
| Költségvetés                                                               | Jodey Arrington (R–TX) | Brendan Boyle (D–PA)                                                                   |
| Költségvetés-alkalmazás                                                    | Tom Cole (R–OK)        | Rosa DeLauro (D–CT)                                                                    |
| Környezeti erőforrások                                                     | Bruce Westerman (R–AR) | Jared Huffman (D–CA)                                                                   |
| Közlekedés és infrastruktúra                                               | Sam Graves (R–MO)      | Rick Larsen (D–WA)                                                                     |
| Külügy                                                                     | Brian Mast (R–FL)      | Gregory Meeks (D–NY)                                                                   |
| Lehetőségek és módok                                                       | Jason Smith (R–MO)     | Richard Neal (D–MA)                                                                    |
| Mezőgazdaság                                                               | Glenn Thompson (R–PA)  | Angie Craig (D–MN)                                                                     |
| Oktatás és munkaügyek                                                      | Tim Walberg (R–MI)     | Bobby Scott (D–VA)                                                                     |
| Pénzügy                                                                    | French Hill (R–AR)     | Maxine Waters (D–CA)                                                                   |
| Stratégiai versengés az Egyesült Államok és a Kínai Kommunista Párt között | John Moolenaar (R–MI)  | Raja Krishnamoorthi (D–IL)                                                             |
| Szabályzat                                                                 | Virginia Foxx (R–NC)   | Jim McGovern (D–MA)                                                                    |
| Tudomány, űr és technológia                                                | Brian Babin (R–TX)     | Zoe Lofgren (D–CA)                                                                     |
| Veteránügyek                                                               | Mike Bost (R–IL)       | Mark Takano (D–CA)                                                                     |

### Közös
| Committee                      | Elnök                             | Alelnök                         | Korelnök                         | Helyettes korelnök            |
| ------------------------------ | --------------------------------- | ------------------------------- | -------------------------------- | ----------------------------- |
| Adóztatás                      | Jason Smith képviselő (R–MO)      | Mike Crapo szenátor (R–ID)      | Ron Wyden szenátor (D–OR)        | Richard Neal képviselő (D–MA) |
| Beiktatás (2025. január 20-ig) | Amy Klobuchar szenátor (D–MN)     | Mike Johnson képviselő (R–LA)   | Hakeem Jeffries képviselő (D–NY) | Deb Fischer szenátor (R–NE)   |
| Gazdaság                       | David Schweikert képviselő (R–AZ) | Eric S. Schmitt szenátor (R–MO) | Maggie Hassan szenátor (D–NH)    | Don Beyer képviselő (D–VA)    |
| Könyvtár                       | Bryan Steil képviselő (R–WI)      | Mitch McConnell szenátor (R–KY) | Alex Padilla szenátor (D–CA)     | Joe Morelle képviselő (D–NY)  |
| Nyomtatás                      | Mitch McConnell szenátor (R–KY)   | Bryan Steil képviselő (R–WI)    | Joe Morelle képviselő (D–NY)     | Alex Padilla szenátor (D–CA)  |

## Hivatalnokok
- A Capitolium 14. építészmérnöke: Thomas Austin
- Kezelőorvos: Brian P. Monahan
- A Kongresszus könyvtárosa: Carla Hayden

### Szenátus
- Lelkész: Barry Black (Hetednapi Adventista)
- Kurátor: Melinda Smith
- Történész: Katherine Scott
- Könyvtáros: Leona I. Faust
- Szabályzati jogász: Elizabeth MacDonough
- Titkár: Jackie Barber
  - Párttitkárok: Robert Duncan (R), Gary B. Myrick (D)
- Fegyveres ajtónálló: Jennifer Hemingway

### Képviselőház
- Lelkész: Margaret G. Kibben (presbiteriánus)
- Jogtanácsadó: Matthew Berry
- Adminisztratív hivatalnok: Catherine Szpindor
- Írnok: Kevin McCumber
- Történész: Matthew Wasniewski
- Szabályzati jogász: Jason Smith
- Jegyző: Susan Cole (R) és Tylease Alli (D)
- Fegyveres ajtónálló: William McFarland